# Daspletosaurus
Daspletosaurus (gr. "reptil pavoroso") es un género representado por dos especies conocidas de dinosaurios terópodos tiranosáurido, que vivieron a finales del período Cretácico, hace aproximadamente entre 77 y 74 millones de años, en el Campaniense, en lo que hoy es Norteamérica. Los fósiles de la especie tipo y primera en ser descrita, Daspletosaurus torosus, fueron hallados en Alberta, mientras que los fósiles de la segunda especie, Daspletosaurus horneri, se han encontrado solo en Montana. Una tercera especie, también de Alberta, Daspletosaurus wilsoni se ha suguerido como intermedia entre las dos anteriores que evolucionó mediante anagénesis, pero otros investigadores han cuestionado esta teoría.
También hay varios especímenes que pueden representar nuevas especies de Daspletosaurus de Alberta y Montana, pero no se han descrito formalmente. Se ha sugerido que el taxón Thanatotheristes representa una especie de Daspletosaurus , D. degrootorum, pero esto no ha sido ampliamente respaldado. Daspletosaurus está estrechamente relacionado con el tiranosáurido Tyrannosaurus, mucho más grande y más reciente. Como la mayoría de los tiranosáuridos, Daspletosaurus era un gran depredador bípedo, y el espécimen potencial más grande medía alrededor de 11 metros de largo y pesaba hasta 5 toneladas métricas, equipado con docenas de dientes grandes y afilados. Daspletosaurus tenía las pequeñas extremidades anteriores típicas de los tiranosáuridos, aunque eran proporcionalmente más largas que en otros géneros.
Como superdepredador, Daspletosaurus estaba en la cúspide de la cadena alimenticia, cazando probablemente a los dinosaurios grandes como el ceratópsido Centrosaurus y el hadrosáurido Hypacrosaurus. En algunas áreas, Daspletosaurus coexistió junto a otro tiranosáurido, Gorgosaurus, aunque hay cierta evidencia de diferenciación de nicho ecológico entre los dos. Mientras que los fósiles de Daspletosaurus son más raros que otros tiranosáuridos, los especímenes disponibles permiten un cierto análisis de la biología de estos animales, incluyendo su comportamiento social, dieta e historia de vida.

## Descripción

Tamaño de D. wilsoni, D. torosus yD. horneri comparados con un humano.

Aunque era muy grande según el estándar de los depredadores modernos, Daspletosaurus no era el tiranosáurido más grande. Un Daspletosaurus adulto medía aproximadamente entre 8 y 9 metros de largo, con un peso estimado de 2,5 toneladas. Pero se ha estimado un peso que oscila entre 1,8 y 3,8 toneladas. Sin embargo, hay un espécimen potencial de D. torosus , CMC VP 15826, apodado "Pete III", sugiere que el género podría alcanzar longitudes de casi 11 metros y pesar 5 toneladas.

### Cráneo
Una de sus principales características era su enorme cabeza, construida muy fuerte, de un metro de largo. Esta estaba preparada para absorber el impacto del golpe sobre la presa cuando atacara. Los huesos nasales de la superficie superior del morro estaban soldados para darle mayor solidez al conjunto. Igualmente para mantener un bajo peso de la cabeza, esta poseía grandes fenestraciones. La cabeza estaba sostenida por un cuello en forma de S, que le brindaba flexibilidad y fuerza. La boca estaba coronada de 6 docenas de dientes muy largos con una sección de forma oval, menos los dientes desde el premaxilar hacia el final que poseían una sección den forma de D, mostrando la heterodoncia típica de los tiranosáuridos. Las características únicas del cráneo incluyeron la superficie externa rugosa del maxilar,  el hueso de la mandíbula superior y las crestas pronunciadas alrededor de los ojos en los huesos lacrimales, postorbitales y yugales. La órbita ocular era un óvalo alto, de alguna manera entre la forma circular del Gorgosaurus y la forma de cerradura del Tyrannosaurus. Se han encontrado carinas divididas  en dientes Daspletosaurus.

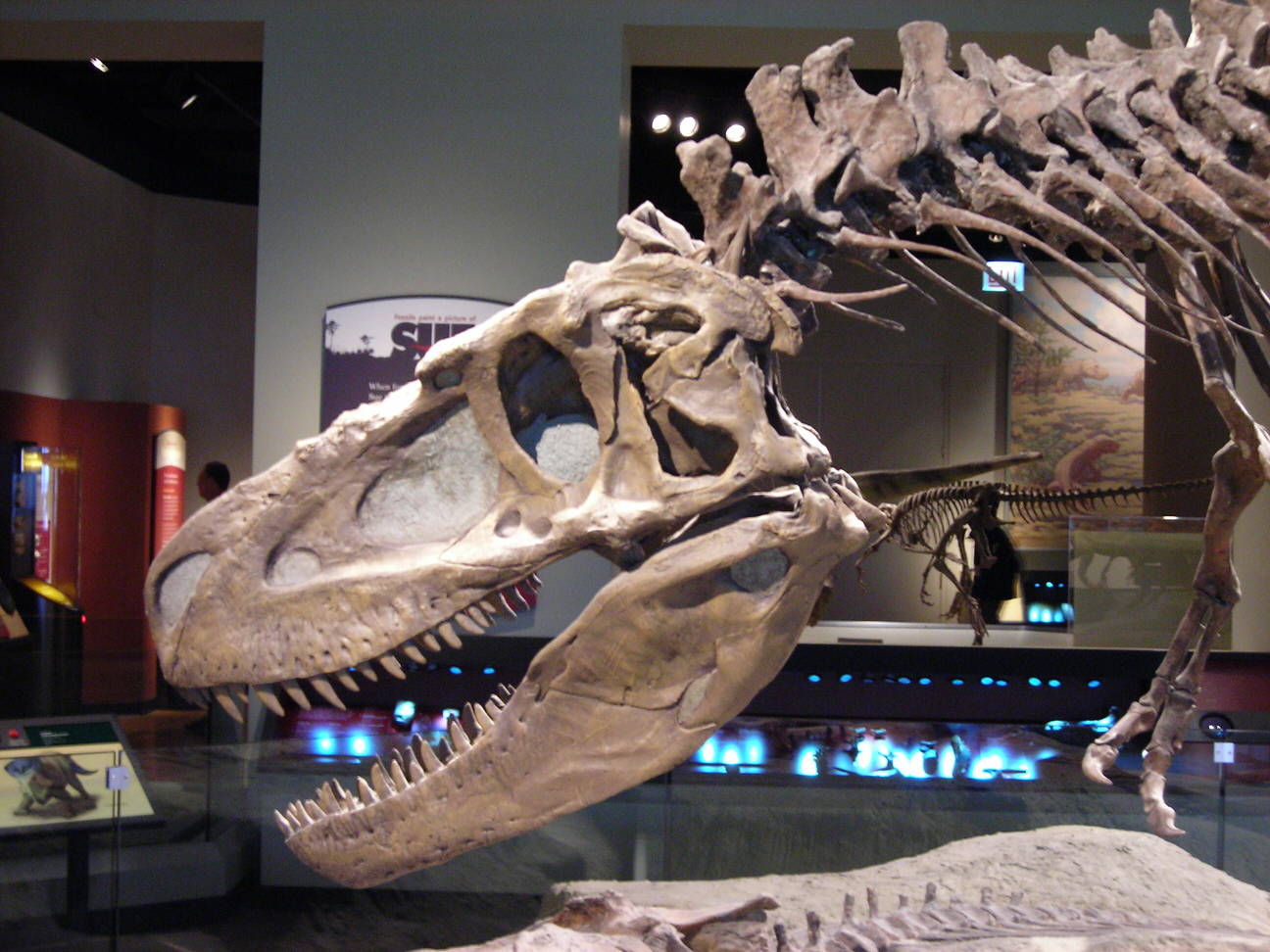
Primer plano del cráneo de D. torosus.

### Esqueleto postcraneal
Daspletosaurus está estrechamente vinculado al mucho más grande y más reciente Tyrannosaurus con el que compartía la misma forma del cuerpo. Como la mayoría de los tiranosáuridos conocidos, era un depredador bípedo de más de una tonelada equipado de docenas de dientes grandes y agudos. Daspletosaurus tenía los pequeños miembros anteriores típicos reducidos de los tiranosáuridos, aunque fueran proporcionalmente más largos que en otros géneros. Como todos los terópodos, tenía una larga cola, y como poseía largas patas traseras que terminaron en pies de cuatro dedos donde solo tres tocaban el suelo con la punta y el primer dígito,  el hallux no entraba en contacto con la tierra. Los pequeños brazos solo tenían dos dedos, para quitarle peso a la parte anterior del cuerpo. Sus patas terminaban en tres fuertes dedos y la cola le servía de contrapeso a su enorme cabeza y al torso, colocando su centro de gravedad sobre las caderas.

### Tegumento
De una comparación del grado de desgaste de los dientes de Daspletosaurus con otros animales extintos y existentes, se concluye que Daspletosaurus , así como otros terópodos no aviares, tenían labios que protegían los dientes de influencias externas. Debido a esta característica, el hocico de Daspletosaurus se parecía más a los lagartos que a los cocodrilos, que carecen de labios. A diferencia de lo que decían hipótesis anteriores que le daban un perfil de cocodrilo Se ha descrito una impresión de piel de Daspletosaurus torosus, que muestra pequeñas escamas poligonales que miden 3 mm de diámetro. Se desconoce la ubicación de las escamas en el cuerpo.

## Descubrimiento e investigación

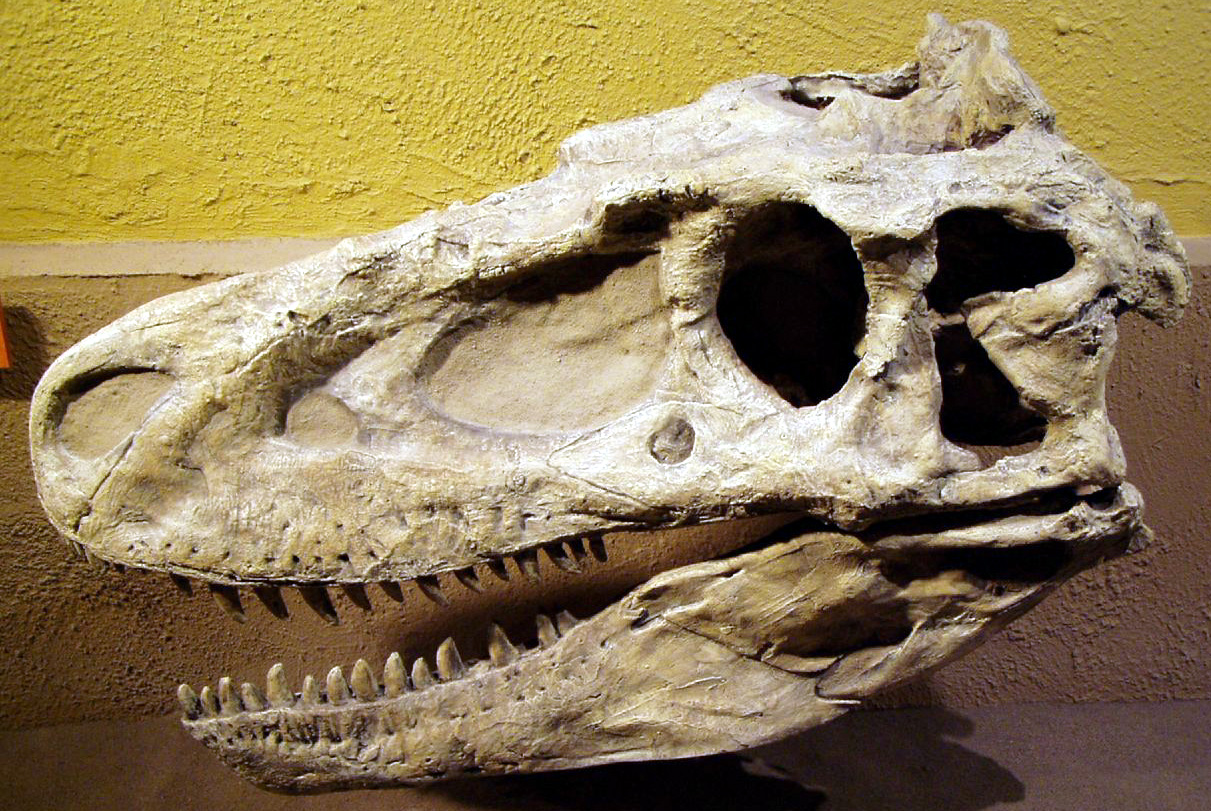
Cráneo de Daspletosaurus, Museo Tyrrell.

El espécimen tipo de Daspletosaurus torosus, CMN 8506 es un esqueleto parcial que incluye el cráneo, el hombro, un brazo, pelvis, un fémur y toda las vértebras del cuello, torso y cadera, así como las primeras once vértebras de la cola. El holotipo fue encontrado en Alberta, Canadá por Charles Mortram Sternberg, en 1921 y descrito bajo el nombre de Gorgosaurus. No fue hasta 1970 que Dale Russell realizó una descripción completa, creando al género Daspletosaurus, del griego δασπλητo-/daspleto- "espantoso" y σαυρος/sauros "lagarto". Designando a la especie tipo como D. torosus, del latín para "musculoso". Se conocen unos 6 especímenes en total y aparte del tipo, sólo se encontró bien preservado un esqueleto, RTMP 2001.36.1, encontrado en 2001. Los dos mejores especímenes fueron recobrados de la Formación Oldman parte del Grupo Río Judith de Alberta. Un espécimen de la más joven Formación Cañón Herradura en Alberta se lo ha reasignado a Albertosaurus sarcophagus. La Formación Oldman fue depositada durante mediados del Campaniense del Cretácico superior, aproximadamente entre 77 a 76 millones de años atrás.  Un espécimen de la más joven formación Cañón Herradura en Alberta ha sido reasignado a Albertosaurus sarcophagus. Another specimen Otro espécimen de la formación cañón herradura puede referirse a Daspletosaurus, pero esto aún no ha sido confirmado o rechazado.

### Primeros estudios
Dos o tres especies adicionales de han asignado al género Daspletosaurus durante el correr de los años, aunque a la fecha de 2007 ninguna de estas especies habían recibido una descripción apropiada o nombre científico. Mientras tanto, todos se asignan a Daspletosaurus sp. aunque esto no implique que todos son las mismas especies.
Junto con el holotipo, Russell señaló un espécimen recogido por Barnum Brown en 1913 como paratipo de D. torosus. Este espécimen, AMNH 5438, consiste en las partes de la pata trasera, pelvis y de algo de vértebras asociadas. Fue descubierto en la parte superior de la Formación Oldman en Alberta. Esta sección superior desde entonces se ha renombrado como Formación Dinosaur Park, que se data durante el Campaniano medio, entre 76.5 a 74 millones de años. Los fósiles de Daspletosaurus son conocidos específicamente de la sección media a superior de esa formación, hace entre 75.6 a 75.0 millones de años. En 1914, Brown recogió un esqueleto y un cráneo casi completos; cuarenta años más tarde el Museo Americano de Historia Natural vendió este espécimen al Museo Field de Historia Natural de Chicago. Fue montado en para su exhibición en Chicago y se etiquetó como Albertosaurus libratus durante muchos años, pero después de que varias características del cráneo fueran encontradas al ser modelado en yeso, incluyendo la mayor parte de los dientes, el espécimen FMNH PR308 fue reasignado a Daspletosaurus torosus por Thomas Carr en 1999. Un total de ocho especímenes se han recogido de la Formación Dinosaur Park, la mayor parte de ellos dentro de los límites del Parque Provincial de los Dinosaurios. Phil Currie cree que los especímenes del Parque del Dinosaurio representan una nueva especie de Daspletosaurus, diferenciado por ciertas características del cráneo. Se han publicado ilustraciones de esta nueva especie, pero todavía aguarda su nombre y una descripción completa.

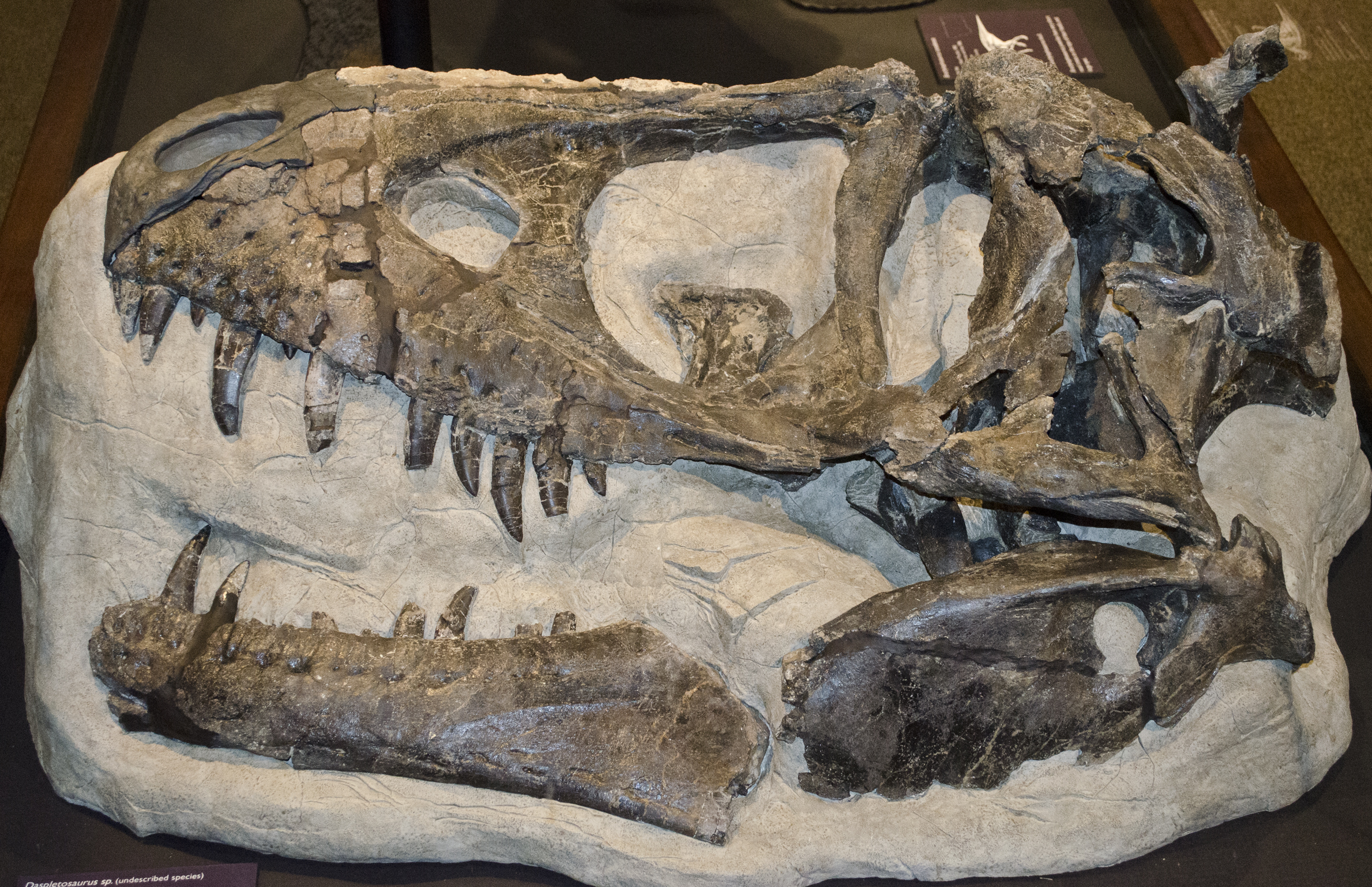
Cráneo holotipo de Daspletosaurus horneri de Montana, expuesto en el Museo de las Rocosas.

Un nuevo espécimen del tiranosáurido, OMNH 10131, incluyendo fragmentos del cráneo, costillas y las partes de una pata, fue reportado de Nuevo México en 1990 y asignado al género ahora inválido Aublysodon. Muchos autores posteriores han reasignado este espécimen, junto con algunos otros de Nueva México, a otra especie más sin nombre de Daspletosaurus. Sin embargo, la investigación publicada en 2010 mostró que esta especie, del Miembro Hunter Wash de la Formación Kirtland, es en realidad un tiranosauroide más primitivo, y fue clasificado en el género Bistahieversor. No hay un consenso sobre la edad de la Formación Kirtland, y algunos expertos afirman que data de finales del Campaniano, mientras que otros sugieren una edad más reciente a inicios del Maastrichtiense.
En 1992, Jack Horner y colegas publicaron un informe extremadamente preliminar de un tiranosáurido de las partes superiores del Campaniano en la Formación Dos Medicinas en Montana, que fue interpretado como especie transitoria entre Daspletosaurus y el posterior Tyrannosaurus. Otro esqueleto parcial fue reportado de la parte superior de Dos Medicinas en 2001, preservando los restos de un hadrosáurido juvenil en su cavidad abdominal. Este espécimen fue asignado a Daspletosaurus pero no tiene una especie en particular.

### Últimos descubrimientos y nuevas especies
Los restos de por lo menos de tres Daspletosaurus más también se han descrito en una cama de huesos de Dos Medicinas por Currie et al. en 2005. Los autores establecieron que este material fósil probablemente representaba a la especie entonces sin nombrar mencionada por Horner et al. en 1992, pero advirtieron que se necesitaría de un estudio y descripción adicionales de Daspletosaurus antes de que la especie pudiera ser determinada con certeza. En 2017, El taxón de Dos Medicinas fue nombrado oficialmente como la nueva especie D. horneri, el epíteto específico  honra a Jack Horner  .
Los dientes aislados de tiranosáurido en las porciones superiores de la Formación Judith River probablemente sean de Gorgosaurus, así como de algunas especies de Daspletosaurus, probablemente D. torosus. En 2009, se informó sobre la preparación preliminar de un espécimen de D. torosus del miembro Coal Ridge  En la parte inferior de la Formación del Río Judith, hace unos 78 millones de años, hay cierta evidencia de un nuevo taxón de tiranosáuridos no descrito. Un espécimen de las colecciones de Paleontología Triebold excavado entre 2002 y 2004, conocido como "Sir William", muestra algunas características de Daspletosaurus que sugieren una nueva especie anterior al género. Sin embargo, el espécimen muestra muchas características típicas de los primeros tiranosaurios como Teratophoneus e incluso algunas de los posteriores Tyrannosaurus , lo que puede sugerir un género completamente nuevo. En 2024, este espécimen fue asignado a D. torosus.
En 2017, John Wilson descubrió los huesos de un tiranosáurido, incluido un cráneo parcialmente desarticulado, vértebras cervicales, sacras y caudales, y una costilla, un galón y un primer metatarsiano, del sitio "Jack's B2" de la Formación Judith River. Elías A. Warshaw y Denver W. Fowler describieron estos restos, BDM 107, en 2022 como pertenecientes a una nueva especie de Daspletosaurus , D. wilsoni . Representa una especie de transición entre D. torosus y D. horneri , tal como existió entre ellos en el tiempo. Se ha sugerido que las tres especies pueden haber evolucionado directamente a través de anagénesis, pero esta teoría fue cuestionada por Scherer y Voiculescu-Holvad en 2024.  Sin embargo, en la reunión de 2023 de la Sociedad de Paleontología de Vertebrados , Thomas Carr y Stephen Brusatte presentaron pruebas que cuestionaban la validez de D. wilsoni. Dijeron que la autapomorfia, la característica única en la que se basa la especie, de D. wilsoni se determinó incorrectamente, lo que convirtió a la especie en un nomen dubium, pero descubrieron que BDM 107 en realidad compartía rasgos con D. torosus pero no con D. horneri, lo que los llevó a sinonimizar D. wilsoni con D. torosus.

## Clasificación
Daspletosaurus es colocado en la subfamilia Tyrannosaurinae dentro de la familia Tyrannosauridae, junto con Tarbosaurus, Tyrannosaurus y posiblemente Alioramus. Los animales de esta subfamilia están más estrechamente relacionados con Tyrannosaurus que con Albertosaurus y se conocen por su cráneos con estructura robusta proporcionalmente más grandes y de fémur más largo que los miembros de la otra subfamilia, Albertosaurinae.

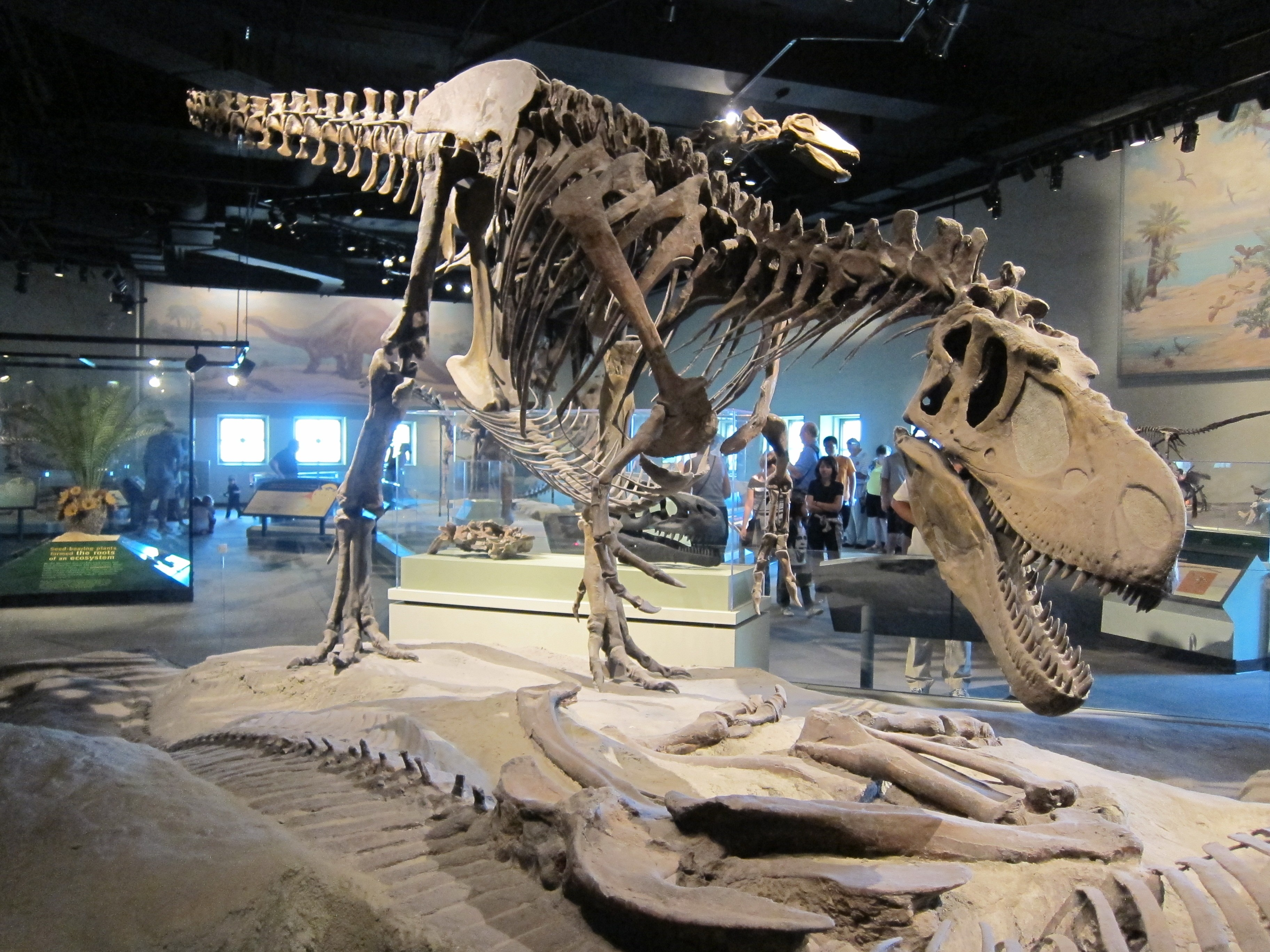
Vista lateral izquierda de un Daspletosaurus alimentándose de un ornitópodo montado en el Museo Field.

Daspletosaurus es usualmente considerado muy cercano a Tyrannosaurus rex, o su ancestro directo por anagénesis. Gregory S. Paul ha reasignado a D. torosus al género Tyrannosaurus, creando la nueva combinación Tyrannosaurus torosus, pero no ha sido mayormente aceptado. La mayoría de los investigadores consideran que Tarbosaurus y Tyrannosaurus deben ser considerados taxones hermanos o aún un mismo género, con Daspletosaurus como un pariente basal. Por otro lado, Phil Currie y colaboradores encuentran a Daspletosaurus más estrechamente emparentado a Tarbosaurus y a otro tiranosáurido asiático, Alioramus, que al norteamericano Tyrannosaurus. La sistemática de Daspletosaurus podría clarificarse una vez que se hayan descrito todas las especies.
En los cladograma de Tyrannosaurinae basado en el análisis filogenético realizado por Warshaw & Fowler de 2022, se propone que las tres especies de Daspletosaurus evolucionaron a través de anagénesis en Tyrannosaurinae en una línea que condujo a Zhuchengtyrannus, Tarbosaurus y Tyrannosaurus. Debido a su naturaleza más fragmentaria, Thanatotheristes y Nanuqsaurus fueron excluidos de este análisis. Este cladograma se muestra más abajo.
En 2024, Scherer y Voiculescu-Holvad argumentaron que los rangos estratigráficos de D. torosus , D. wilsoni y una especie sin nombre de la Formación Dinosaur Park y la Formación Oldman muestran una clara superposición, lo que indica que la anagénesis puede no ser el factor predominante de especiación dentro el género, ya que todas las especies de Daspletosaurus fueron contemporáneas entre sí en algún momento durante su evolución. Los análisis filogenéticos resolvieron a D. horneri como la especie más basal, a pesar de que estratigráficamente es la más joven. Si bien los autores no refutaron completamente la posibilidad de que la anagénesis fuera el principal impulsor de la evolución de Daspletosaurus basándose en las características morfológicas intermedias, también sugirieron que D. wilsoni puede ser un sinónimo menor de D. torosus , ya que casi faltan caracteres autapomórficos que pueden diferenciar esta especie. También afirmaron que Daspletosaurus no evolucionó a partir de Thanatotheristes , ya que no encontraron apoyo en base a datos morfológicos y estratigráficos, y que la anagénesis no será apoyada inequívocamente debido a la muestra limitada y la naturaleza del registro fósil que no muestra una gran grado de variación en la morfología. 

### Filogenia
El cladograma de Scherer y Voiculescu-Holvad de 2024 es presentado se muestra a continuación.

|  | Alioramus remotus                                                  |
|  |                                                                    |
|  | \| \| Alioramus altai \| \| \| \| \| \| Qianzhousaurus \| \| \| \| |
|  |                                                                    |
|  | Alioramus altai                                                    |
|  |                                                                    |
|  | Qianzhousaurus                                                     |
|  |                                                                    |

|  | Alioramus altai |
|  |                 |
|  | Qianzhousaurus  |
|  |                 |

|  | \| \| Lythronax \| \| \| \| \| \| Teratophoneus \| \| \| \| |
|  |                                                             |
|  | Dynamoterror                                                |
|  |                                                             |
|  | Lythronax                                                   |
|  |                                                             |
|  | Teratophoneus                                               |
|  |                                                             |

|  | Lythronax     |
|  |               |
|  | Teratophoneus |
|  |               |

|  | Daspletosaurus wilsoni |
|  | |
|  | \| \| Daspletosaurus torosus \| \| \| \| \| \| Taxones de las formaciones Dinosaur Park y Oldman (TMP 2001.36.1) \| \| \| \| |
|  | |
|  | Daspletosaurus torosus |
|  | |
|  | Taxones de las formaciones Dinosaur Park y Oldman (TMP 2001.36.1)                                                            |
|  | |

|  | Daspletosaurus torosus                                            |
|  |                                                                   |
|  | Taxones de las formaciones Dinosaur Park y Oldman (TMP 2001.36.1) |
|  |                                                                   |

|  | Daspletosaurus wilsoni |
|  | |
|  | \| \| Daspletosaurus torosus \| \| \| \| \| \| Taxones de las formaciones Dinosaur Park y Oldman (TMP 2001.36.1) \| \| \| \| |
|  | |
|  | Daspletosaurus torosus |
|  | |
|  | Taxones de las formaciones Dinosaur Park y Oldman (TMP 2001.36.1)                                                            |
|  | |

|  | Daspletosaurus torosus                                            |
|  |                                                                   |
|  | Taxones de las formaciones Dinosaur Park y Oldman (TMP 2001.36.1) |
|  |                                                                   |

|  | Daspletosaurus wilsoni |
|  | |
|  | \| \| Daspletosaurus torosus \| \| \| \| \| \| Taxones de las formaciones Dinosaur Park y Oldman (TMP 2001.36.1) \| \| \| \| |
|  | |
|  | Daspletosaurus torosus |
|  | |
|  | Taxones de las formaciones Dinosaur Park y Oldman (TMP 2001.36.1)                                                            |
|  | |

|  | Daspletosaurus torosus                                            |
|  |                                                                   |
|  | Taxones de las formaciones Dinosaur Park y Oldman (TMP 2001.36.1) |
|  |                                                                   |

|  | Daspletosaurus wilsoni |
|  | |
|  | \| \| Daspletosaurus torosus \| \| \| \| \| \| Taxones de las formaciones Dinosaur Park y Oldman (TMP 2001.36.1) \| \| \| \| |
|  | |
|  | Daspletosaurus torosus |
|  | |
|  | Taxones de las formaciones Dinosaur Park y Oldman (TMP 2001.36.1)                                                            |
|  | |

|  | Daspletosaurus torosus                                            |
|  |                                                                   |
|  | Taxones de las formaciones Dinosaur Park y Oldman (TMP 2001.36.1) |
|  |                                                                   |

|  | Zhuchengtyrannus                                              |
|  |                                                               |
|  | \| \| Tarbosaurus \| \| \| \| \| \| Tyrannosaurus \| \| \| \| |
|  |                                                               |
|  | Tarbosaurus                                                   |
|  |                                                               |
|  | Tyrannosaurus                                                 |
|  |                                                               |

|  | Tarbosaurus   |
|  |               |
|  | Tyrannosaurus |
|  |               |

|  | Daspletosaurus wilsoni |
|  | |
|  | \| \| Daspletosaurus torosus \| \| \| \| \| \| Taxones de las formaciones Dinosaur Park y Oldman (TMP 2001.36.1) \| \| \| \| |
|  | |
|  | Daspletosaurus torosus |
|  | |
|  | Taxones de las formaciones Dinosaur Park y Oldman (TMP 2001.36.1)                                                            |
|  | |

|  | Daspletosaurus torosus                                            |
|  |                                                                   |
|  | Taxones de las formaciones Dinosaur Park y Oldman (TMP 2001.36.1) |
|  |                                                                   |

|  | Daspletosaurus wilsoni |
|  | |
|  | \| \| Daspletosaurus torosus \| \| \| \| \| \| Taxones de las formaciones Dinosaur Park y Oldman (TMP 2001.36.1) \| \| \| \| |
|  | |
|  | Daspletosaurus torosus |
|  | |
|  | Taxones de las formaciones Dinosaur Park y Oldman (TMP 2001.36.1)                                                            |
|  | |

|  | Daspletosaurus torosus                                            |
|  |                                                                   |
|  | Taxones de las formaciones Dinosaur Park y Oldman (TMP 2001.36.1) |
|  |                                                                   |

|  | Daspletosaurus wilsoni |
|  | |
|  | \| \| Daspletosaurus torosus \| \| \| \| \| \| Taxones de las formaciones Dinosaur Park y Oldman (TMP 2001.36.1) \| \| \| \| |
|  | |
|  | Daspletosaurus torosus |
|  | |
|  | Taxones de las formaciones Dinosaur Park y Oldman (TMP 2001.36.1)                                                            |
|  | |

|  | Daspletosaurus torosus                                            |
|  |                                                                   |
|  | Taxones de las formaciones Dinosaur Park y Oldman (TMP 2001.36.1) |
|  |                                                                   |

|  | Daspletosaurus wilsoni |
|  | |
|  | \| \| Daspletosaurus torosus \| \| \| \| \| \| Taxones de las formaciones Dinosaur Park y Oldman (TMP 2001.36.1) \| \| \| \| |
|  | |
|  | Daspletosaurus torosus |
|  | |
|  | Taxones de las formaciones Dinosaur Park y Oldman (TMP 2001.36.1)                                                            |
|  | |

|  | Daspletosaurus torosus                                            |
|  |                                                                   |
|  | Taxones de las formaciones Dinosaur Park y Oldman (TMP 2001.36.1) |
|  |                                                                   |

|  | Zhuchengtyrannus                                              |
|  |                                                               |
|  | \| \| Tarbosaurus \| \| \| \| \| \| Tyrannosaurus \| \| \| \| |
|  |                                                               |
|  | Tarbosaurus                                                   |
|  |                                                               |
|  | Tyrannosaurus                                                 |
|  |                                                               |

|  | Tarbosaurus   |
|  |               |
|  | Tyrannosaurus |
|  |               |

|  | \| \| Lythronax \| \| \| \| \| \| Teratophoneus \| \| \| \| |
|  |                                                             |
|  | Dynamoterror                                                |
|  |                                                             |
|  | Lythronax                                                   |
|  |                                                             |
|  | Teratophoneus                                               |
|  |                                                             |

|  | Lythronax     |
|  |               |
|  | Teratophoneus |
|  |               |

|  | Daspletosaurus wilsoni |
|  | |
|  | \| \| Daspletosaurus torosus \| \| \| \| \| \| Taxones de las formaciones Dinosaur Park y Oldman (TMP 2001.36.1) \| \| \| \| |
|  | |
|  | Daspletosaurus torosus |
|  | |
|  | Taxones de las formaciones Dinosaur Park y Oldman (TMP 2001.36.1)                                                            |
|  | |

|  | Daspletosaurus torosus                                            |
|  |                                                                   |
|  | Taxones de las formaciones Dinosaur Park y Oldman (TMP 2001.36.1) |
|  |                                                                   |

|  | Daspletosaurus wilsoni |
|  | |
|  | \| \| Daspletosaurus torosus \| \| \| \| \| \| Taxones de las formaciones Dinosaur Park y Oldman (TMP 2001.36.1) \| \| \| \| |
|  | |
|  | Daspletosaurus torosus |
|  | |
|  | Taxones de las formaciones Dinosaur Park y Oldman (TMP 2001.36.1)                                                            |
|  | |

|  | Daspletosaurus torosus                                            |
|  |                                                                   |
|  | Taxones de las formaciones Dinosaur Park y Oldman (TMP 2001.36.1) |
|  |                                                                   |

|  | Daspletosaurus wilsoni |
|  | |
|  | \| \| Daspletosaurus torosus \| \| \| \| \| \| Taxones de las formaciones Dinosaur Park y Oldman (TMP 2001.36.1) \| \| \| \| |
|  | |
|  | Daspletosaurus torosus |
|  | |
|  | Taxones de las formaciones Dinosaur Park y Oldman (TMP 2001.36.1)                                                            |
|  | |

|  | Daspletosaurus torosus                                            |
|  |                                                                   |
|  | Taxones de las formaciones Dinosaur Park y Oldman (TMP 2001.36.1) |
|  |                                                                   |

|  | Daspletosaurus wilsoni |
|  | |
|  | \| \| Daspletosaurus torosus \| \| \| \| \| \| Taxones de las formaciones Dinosaur Park y Oldman (TMP 2001.36.1) \| \| \| \| |
|  | |
|  | Daspletosaurus torosus |
|  | |
|  | Taxones de las formaciones Dinosaur Park y Oldman (TMP 2001.36.1)                                                            |
|  | |

|  | Daspletosaurus torosus                                            |
|  |                                                                   |
|  | Taxones de las formaciones Dinosaur Park y Oldman (TMP 2001.36.1) |
|  |                                                                   |

|  | Zhuchengtyrannus                                              |
|  |                                                               |
|  | \| \| Tarbosaurus \| \| \| \| \| \| Tyrannosaurus \| \| \| \| |
|  |                                                               |
|  | Tarbosaurus                                                   |
|  |                                                               |
|  | Tyrannosaurus                                                 |
|  |                                                               |

|  | Tarbosaurus   |
|  |               |
|  | Tyrannosaurus |
|  |               |

|  | Daspletosaurus wilsoni |
|  | |
|  | \| \| Daspletosaurus torosus \| \| \| \| \| \| Taxones de las formaciones Dinosaur Park y Oldman (TMP 2001.36.1) \| \| \| \| |
|  | |
|  | Daspletosaurus torosus |
|  | |
|  | Taxones de las formaciones Dinosaur Park y Oldman (TMP 2001.36.1)                                                            |
|  | |

|  | Daspletosaurus torosus                                            |
|  |                                                                   |
|  | Taxones de las formaciones Dinosaur Park y Oldman (TMP 2001.36.1) |
|  |                                                                   |

|  | Daspletosaurus wilsoni |
|  | |
|  | \| \| Daspletosaurus torosus \| \| \| \| \| \| Taxones de las formaciones Dinosaur Park y Oldman (TMP 2001.36.1) \| \| \| \| |
|  | |
|  | Daspletosaurus torosus |
|  | |
|  | Taxones de las formaciones Dinosaur Park y Oldman (TMP 2001.36.1)                                                            |
|  | |

|  | Daspletosaurus torosus                                            |
|  |                                                                   |
|  | Taxones de las formaciones Dinosaur Park y Oldman (TMP 2001.36.1) |
|  |                                                                   |

|  | Daspletosaurus wilsoni |
|  | |
|  | \| \| Daspletosaurus torosus \| \| \| \| \| \| Taxones de las formaciones Dinosaur Park y Oldman (TMP 2001.36.1) \| \| \| \| |
|  | |
|  | Daspletosaurus torosus |
|  | |
|  | Taxones de las formaciones Dinosaur Park y Oldman (TMP 2001.36.1)                                                            |
|  | |

|  | Daspletosaurus torosus                                            |
|  |                                                                   |
|  | Taxones de las formaciones Dinosaur Park y Oldman (TMP 2001.36.1) |
|  |                                                                   |

|  | Daspletosaurus wilsoni |
|  | |
|  | \| \| Daspletosaurus torosus \| \| \| \| \| \| Taxones de las formaciones Dinosaur Park y Oldman (TMP 2001.36.1) \| \| \| \| |
|  | |
|  | Daspletosaurus torosus |
|  | |
|  | Taxones de las formaciones Dinosaur Park y Oldman (TMP 2001.36.1)                                                            |
|  | |

|  | Daspletosaurus torosus                                            |
|  |                                                                   |
|  | Taxones de las formaciones Dinosaur Park y Oldman (TMP 2001.36.1) |
|  |                                                                   |

|  | Zhuchengtyrannus                                              |
|  |                                                               |
|  | \| \| Tarbosaurus \| \| \| \| \| \| Tyrannosaurus \| \| \| \| |
|  |                                                               |
|  | Tarbosaurus                                                   |
|  |                                                               |
|  | Tyrannosaurus                                                 |
|  |                                                               |

|  | Tarbosaurus   |
|  |               |
|  | Tyrannosaurus |
|  |               |

|  | Alioramus remotus                                                  |
|  |                                                                    |
|  | \| \| Alioramus altai \| \| \| \| \| \| Qianzhousaurus \| \| \| \| |
|  |                                                                    |
|  | Alioramus altai                                                    |
|  |                                                                    |
|  | Qianzhousaurus                                                     |
|  |                                                                    |

|  | Alioramus altai |
|  |                 |
|  | Qianzhousaurus  |
|  |                 |

|  | \| \| Lythronax \| \| \| \| \| \| Teratophoneus \| \| \| \| |
|  |                                                             |
|  | Dynamoterror                                                |
|  |                                                             |
|  | Lythronax                                                   |
|  |                                                             |
|  | Teratophoneus                                               |
|  |                                                             |

|  | Lythronax     |
|  |               |
|  | Teratophoneus |
|  |               |

|  | Daspletosaurus wilsoni |
|  | |
|  | \| \| Daspletosaurus torosus \| \| \| \| \| \| Taxones de las formaciones Dinosaur Park y Oldman (TMP 2001.36.1) \| \| \| \| |
|  | |
|  | Daspletosaurus torosus |
|  | |
|  | Taxones de las formaciones Dinosaur Park y Oldman (TMP 2001.36.1)                                                            |
|  | |

|  | Daspletosaurus torosus                                            |
|  |                                                                   |
|  | Taxones de las formaciones Dinosaur Park y Oldman (TMP 2001.36.1) |
|  |                                                                   |

|  | Daspletosaurus wilsoni |
|  | |
|  | \| \| Daspletosaurus torosus \| \| \| \| \| \| Taxones de las formaciones Dinosaur Park y Oldman (TMP 2001.36.1) \| \| \| \| |
|  | |
|  | Daspletosaurus torosus |
|  | |
|  | Taxones de las formaciones Dinosaur Park y Oldman (TMP 2001.36.1)                                                            |
|  | |

|  | Daspletosaurus torosus                                            |
|  |                                                                   |
|  | Taxones de las formaciones Dinosaur Park y Oldman (TMP 2001.36.1) |
|  |                                                                   |

|  | Daspletosaurus wilsoni |
|  | |
|  | \| \| Daspletosaurus torosus \| \| \| \| \| \| Taxones de las formaciones Dinosaur Park y Oldman (TMP 2001.36.1) \| \| \| \| |
|  | |
|  | Daspletosaurus torosus |
|  | |
|  | Taxones de las formaciones Dinosaur Park y Oldman (TMP 2001.36.1)                                                            |
|  | |

|  | Daspletosaurus torosus                                            |
|  |                                                                   |
|  | Taxones de las formaciones Dinosaur Park y Oldman (TMP 2001.36.1) |
|  |                                                                   |

|  | Daspletosaurus wilsoni |
|  | |
|  | \| \| Daspletosaurus torosus \| \| \| \| \| \| Taxones de las formaciones Dinosaur Park y Oldman (TMP 2001.36.1) \| \| \| \| |
|  | |
|  | Daspletosaurus torosus |
|  | |
|  | Taxones de las formaciones Dinosaur Park y Oldman (TMP 2001.36.1)                                                            |
|  | |

|  | Daspletosaurus torosus                                            |
|  |                                                                   |
|  | Taxones de las formaciones Dinosaur Park y Oldman (TMP 2001.36.1) |
|  |                                                                   |

|  | Zhuchengtyrannus                                              |
|  |                                                               |
|  | \| \| Tarbosaurus \| \| \| \| \| \| Tyrannosaurus \| \| \| \| |
|  |                                                               |
|  | Tarbosaurus                                                   |
|  |                                                               |
|  | Tyrannosaurus                                                 |
|  |                                                               |

|  | Tarbosaurus   |
|  |               |
|  | Tyrannosaurus |
|  |               |

|  | Daspletosaurus wilsoni |
|  | |
|  | \| \| Daspletosaurus torosus \| \| \| \| \| \| Taxones de las formaciones Dinosaur Park y Oldman (TMP 2001.36.1) \| \| \| \| |
|  | |
|  | Daspletosaurus torosus |
|  | |
|  | Taxones de las formaciones Dinosaur Park y Oldman (TMP 2001.36.1)                                                            |
|  | |

|  | Daspletosaurus torosus                                            |
|  |                                                                   |
|  | Taxones de las formaciones Dinosaur Park y Oldman (TMP 2001.36.1) |
|  |                                                                   |

|  | Daspletosaurus wilsoni |
|  | |
|  | \| \| Daspletosaurus torosus \| \| \| \| \| \| Taxones de las formaciones Dinosaur Park y Oldman (TMP 2001.36.1) \| \| \| \| |
|  | |
|  | Daspletosaurus torosus |
|  | |
|  | Taxones de las formaciones Dinosaur Park y Oldman (TMP 2001.36.1)                                                            |
|  | |

|  | Daspletosaurus torosus                                            |
|  |                                                                   |
|  | Taxones de las formaciones Dinosaur Park y Oldman (TMP 2001.36.1) |
|  |                                                                   |

|  | Daspletosaurus wilsoni |
|  | |
|  | \| \| Daspletosaurus torosus \| \| \| \| \| \| Taxones de las formaciones Dinosaur Park y Oldman (TMP 2001.36.1) \| \| \| \| |
|  | |
|  | Daspletosaurus torosus |
|  | |
|  | Taxones de las formaciones Dinosaur Park y Oldman (TMP 2001.36.1)                                                            |
|  | |

|  | Daspletosaurus torosus                                            |
|  |                                                                   |
|  | Taxones de las formaciones Dinosaur Park y Oldman (TMP 2001.36.1) |
|  |                                                                   |

|  | Daspletosaurus wilsoni |
|  | |
|  | \| \| Daspletosaurus torosus \| \| \| \| \| \| Taxones de las formaciones Dinosaur Park y Oldman (TMP 2001.36.1) \| \| \| \| |
|  | |
|  | Daspletosaurus torosus |
|  | |
|  | Taxones de las formaciones Dinosaur Park y Oldman (TMP 2001.36.1)                                                            |
|  | |

|  | Daspletosaurus torosus                                            |
|  |                                                                   |
|  | Taxones de las formaciones Dinosaur Park y Oldman (TMP 2001.36.1) |
|  |                                                                   |

|  | Zhuchengtyrannus                                              |
|  |                                                               |
|  | \| \| Tarbosaurus \| \| \| \| \| \| Tyrannosaurus \| \| \| \| |
|  |                                                               |
|  | Tarbosaurus                                                   |
|  |                                                               |
|  | Tyrannosaurus                                                 |
|  |                                                               |

|  | Tarbosaurus   |
|  |               |
|  | Tyrannosaurus |
|  |               |

|  | \| \| Lythronax \| \| \| \| \| \| Teratophoneus \| \| \| \| |
|  |                                                             |
|  | Dynamoterror                                                |
|  |                                                             |
|  | Lythronax                                                   |
|  |                                                             |
|  | Teratophoneus                                               |
|  |                                                             |

|  | Lythronax     |
|  |               |
|  | Teratophoneus |
|  |               |

|  | Daspletosaurus wilsoni |
|  | |
|  | \| \| Daspletosaurus torosus \| \| \| \| \| \| Taxones de las formaciones Dinosaur Park y Oldman (TMP 2001.36.1) \| \| \| \| |
|  | |
|  | Daspletosaurus torosus |
|  | |
|  | Taxones de las formaciones Dinosaur Park y Oldman (TMP 2001.36.1)                                                            |
|  | |

|  | Daspletosaurus torosus                                            |
|  |                                                                   |
|  | Taxones de las formaciones Dinosaur Park y Oldman (TMP 2001.36.1) |
|  |                                                                   |

|  | Daspletosaurus wilsoni |
|  | |
|  | \| \| Daspletosaurus torosus \| \| \| \| \| \| Taxones de las formaciones Dinosaur Park y Oldman (TMP 2001.36.1) \| \| \| \| |
|  | |
|  | Daspletosaurus torosus |
|  | |
|  | Taxones de las formaciones Dinosaur Park y Oldman (TMP 2001.36.1)                                                            |
|  | |

|  | Daspletosaurus torosus                                            |
|  |                                                                   |
|  | Taxones de las formaciones Dinosaur Park y Oldman (TMP 2001.36.1) |
|  |                                                                   |

|  | Daspletosaurus wilsoni |
|  | |
|  | \| \| Daspletosaurus torosus \| \| \| \| \| \| Taxones de las formaciones Dinosaur Park y Oldman (TMP 2001.36.1) \| \| \| \| |
|  | |
|  | Daspletosaurus torosus |
|  | |
|  | Taxones de las formaciones Dinosaur Park y Oldman (TMP 2001.36.1)                                                            |
|  | |

|  | Daspletosaurus torosus                                            |
|  |                                                                   |
|  | Taxones de las formaciones Dinosaur Park y Oldman (TMP 2001.36.1) |
|  |                                                                   |

|  | Daspletosaurus wilsoni |
|  | |
|  | \| \| Daspletosaurus torosus \| \| \| \| \| \| Taxones de las formaciones Dinosaur Park y Oldman (TMP 2001.36.1) \| \| \| \| |
|  | |
|  | Daspletosaurus torosus |
|  | |
|  | Taxones de las formaciones Dinosaur Park y Oldman (TMP 2001.36.1)                                                            |
|  | |

|  | Daspletosaurus torosus                                            |
|  |                                                                   |
|  | Taxones de las formaciones Dinosaur Park y Oldman (TMP 2001.36.1) |
|  |                                                                   |

|  | Zhuchengtyrannus                                              |
|  |                                                               |
|  | \| \| Tarbosaurus \| \| \| \| \| \| Tyrannosaurus \| \| \| \| |
|  |                                                               |
|  | Tarbosaurus                                                   |
|  |                                                               |
|  | Tyrannosaurus                                                 |
|  |                                                               |

|  | Tarbosaurus   |
|  |               |
|  | Tyrannosaurus |
|  |               |

|  | Daspletosaurus wilsoni |
|  | |
|  | \| \| Daspletosaurus torosus \| \| \| \| \| \| Taxones de las formaciones Dinosaur Park y Oldman (TMP 2001.36.1) \| \| \| \| |
|  | |
|  | Daspletosaurus torosus |
|  | |
|  | Taxones de las formaciones Dinosaur Park y Oldman (TMP 2001.36.1)                                                            |
|  | |

|  | Daspletosaurus torosus                                            |
|  |                                                                   |
|  | Taxones de las formaciones Dinosaur Park y Oldman (TMP 2001.36.1) |
|  |                                                                   |

|  | Daspletosaurus wilsoni |
|  | |
|  | \| \| Daspletosaurus torosus \| \| \| \| \| \| Taxones de las formaciones Dinosaur Park y Oldman (TMP 2001.36.1) \| \| \| \| |
|  | |
|  | Daspletosaurus torosus |
|  | |
|  | Taxones de las formaciones Dinosaur Park y Oldman (TMP 2001.36.1)                                                            |
|  | |

|  | Daspletosaurus torosus                                            |
|  |                                                                   |
|  | Taxones de las formaciones Dinosaur Park y Oldman (TMP 2001.36.1) |
|  |                                                                   |

|  | Daspletosaurus wilsoni |
|  | |
|  | \| \| Daspletosaurus torosus \| \| \| \| \| \| Taxones de las formaciones Dinosaur Park y Oldman (TMP 2001.36.1) \| \| \| \| |
|  | |
|  | Daspletosaurus torosus |
|  | |
|  | Taxones de las formaciones Dinosaur Park y Oldman (TMP 2001.36.1)                                                            |
|  | |

|  | Daspletosaurus torosus                                            |
|  |                                                                   |
|  | Taxones de las formaciones Dinosaur Park y Oldman (TMP 2001.36.1) |
|  |                                                                   |

|  | Daspletosaurus wilsoni |
|  | |
|  | \| \| Daspletosaurus torosus \| \| \| \| \| \| Taxones de las formaciones Dinosaur Park y Oldman (TMP 2001.36.1) \| \| \| \| |
|  | |
|  | Daspletosaurus torosus |
|  | |
|  | Taxones de las formaciones Dinosaur Park y Oldman (TMP 2001.36.1)                                                            |
|  | |

|  | Daspletosaurus torosus                                            |
|  |                                                                   |
|  | Taxones de las formaciones Dinosaur Park y Oldman (TMP 2001.36.1) |
|  |                                                                   |

|  | Zhuchengtyrannus                                              |
|  |                                                               |
|  | \| \| Tarbosaurus \| \| \| \| \| \| Tyrannosaurus \| \| \| \| |
|  |                                                               |
|  | Tarbosaurus                                                   |
|  |                                                               |
|  | Tyrannosaurus                                                 |
|  |                                                               |

|  | Tarbosaurus   |
|  |               |
|  | Tyrannosaurus |
|  |               |

A continuación se muestra un cladograma de Tyrannosaurinae basado en el análisis filogenético realizado por Warshaw & Fowler de 2022.

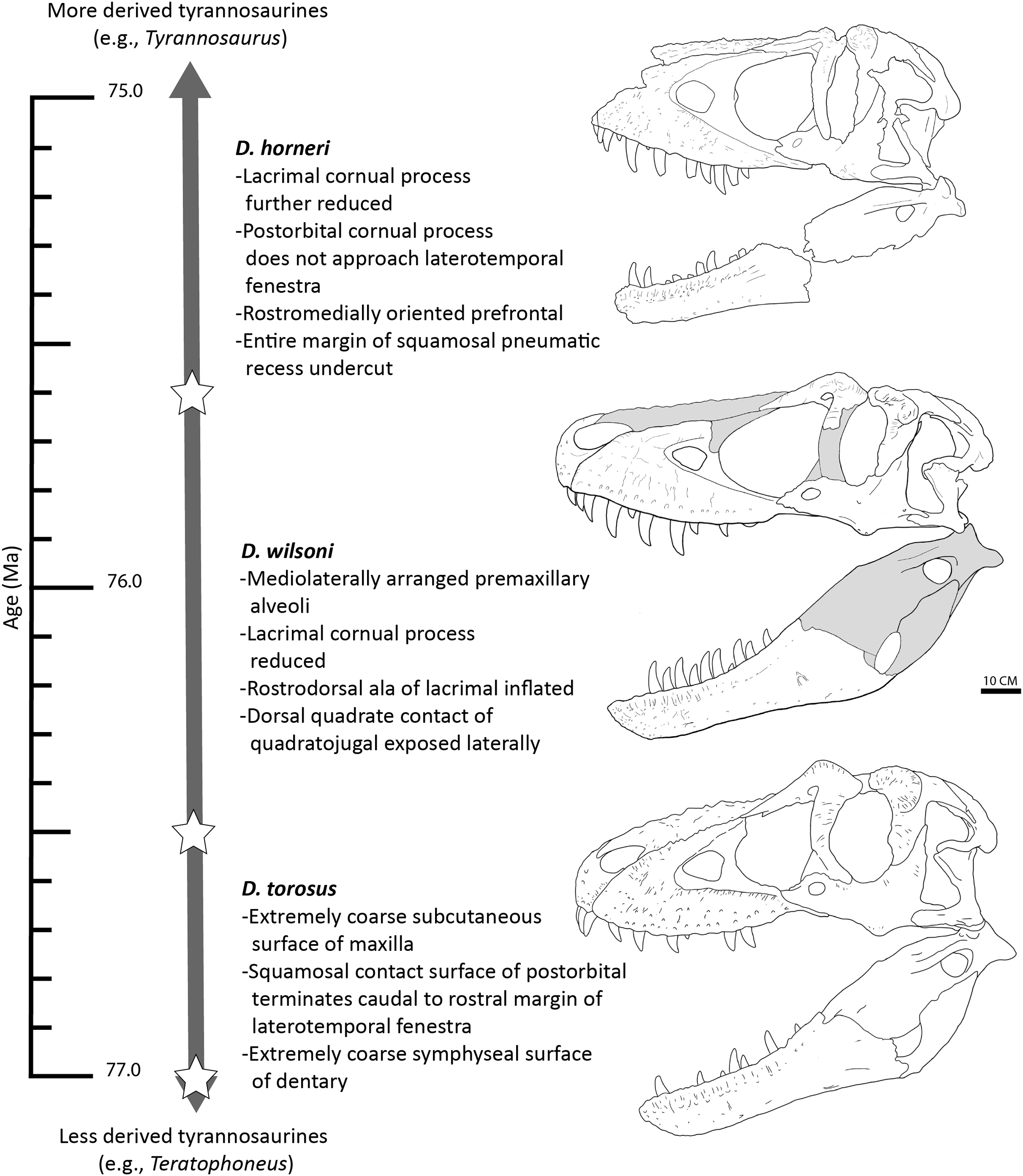
Transición anagenética propuesta de especies de Daspletosaurus.

|  | Alioramus remotus                                                  |
|  |                                                                    |
|  | \| \| Alioramus altai \| \| \| \| \| \| Qianzhousaurus \| \| \| \| |
|  |                                                                    |
|  | Alioramus altai                                                    |
|  |                                                                    |
|  | Qianzhousaurus                                                     |
|  |                                                                    |

|  | Alioramus altai |
|  |                 |
|  | Qianzhousaurus  |
|  |                 |

|  | Dynamoterror                                                |
|  |                                                             |
|  | \| \| Teratophoneus \| \| \| \| \| \| Lythronax \| \| \| \| |
|  |                                                             |
|  | Teratophoneus                                               |
|  |                                                             |
|  | Lythronax                                                   |
|  |                                                             |

|  | Teratophoneus |
|  |               |
|  | Lythronax     |
|  |               |

|  | Zhuchengtyrannus                                              |
|  |                                                               |
|  | \| \| Tarbosaurus \| \| \| \| \| \| Tyrannosaurus \| \| \| \| |
|  |                                                               |
|  | Tarbosaurus                                                   |
|  |                                                               |
|  | Tyrannosaurus                                                 |
|  |                                                               |

|  | Tarbosaurus   |
|  |               |
|  | Tyrannosaurus |
|  |               |

|  | Zhuchengtyrannus                                              |
|  |                                                               |
|  | \| \| Tarbosaurus \| \| \| \| \| \| Tyrannosaurus \| \| \| \| |
|  |                                                               |
|  | Tarbosaurus                                                   |
|  |                                                               |
|  | Tyrannosaurus                                                 |
|  |                                                               |

|  | Tarbosaurus   |
|  |               |
|  | Tyrannosaurus |
|  |               |

|  | Zhuchengtyrannus                                              |
|  |                                                               |
|  | \| \| Tarbosaurus \| \| \| \| \| \| Tyrannosaurus \| \| \| \| |
|  |                                                               |
|  | Tarbosaurus                                                   |
|  |                                                               |
|  | Tyrannosaurus                                                 |
|  |                                                               |

|  | Tarbosaurus   |
|  |               |
|  | Tyrannosaurus |
|  |               |

|  | Zhuchengtyrannus                                              |
|  |                                                               |
|  | \| \| Tarbosaurus \| \| \| \| \| \| Tyrannosaurus \| \| \| \| |
|  |                                                               |
|  | Tarbosaurus                                                   |
|  |                                                               |
|  | Tyrannosaurus                                                 |
|  |                                                               |

|  | Tarbosaurus   |
|  |               |
|  | Tyrannosaurus |
|  |               |

|  | Zhuchengtyrannus                                              |
|  |                                                               |
|  | \| \| Tarbosaurus \| \| \| \| \| \| Tyrannosaurus \| \| \| \| |
|  |                                                               |
|  | Tarbosaurus                                                   |
|  |                                                               |
|  | Tyrannosaurus                                                 |
|  |                                                               |

|  | Tarbosaurus   |
|  |               |
|  | Tyrannosaurus |
|  |               |

|  | Zhuchengtyrannus                                              |
|  |                                                               |
|  | \| \| Tarbosaurus \| \| \| \| \| \| Tyrannosaurus \| \| \| \| |
|  |                                                               |
|  | Tarbosaurus                                                   |
|  |                                                               |
|  | Tyrannosaurus                                                 |
|  |                                                               |

|  | Tarbosaurus   |
|  |               |
|  | Tyrannosaurus |
|  |               |

|  | Zhuchengtyrannus                                              |
|  |                                                               |
|  | \| \| Tarbosaurus \| \| \| \| \| \| Tyrannosaurus \| \| \| \| |
|  |                                                               |
|  | Tarbosaurus                                                   |
|  |                                                               |
|  | Tyrannosaurus                                                 |
|  |                                                               |

|  | Tarbosaurus   |
|  |               |
|  | Tyrannosaurus |
|  |               |

|  | Zhuchengtyrannus                                              |
|  |                                                               |
|  | \| \| Tarbosaurus \| \| \| \| \| \| Tyrannosaurus \| \| \| \| |
|  |                                                               |
|  | Tarbosaurus                                                   |
|  |                                                               |
|  | Tyrannosaurus                                                 |
|  |                                                               |

|  | Tarbosaurus   |
|  |               |
|  | Tyrannosaurus |
|  |               |

|  | Dynamoterror                                                |
|  |                                                             |
|  | \| \| Teratophoneus \| \| \| \| \| \| Lythronax \| \| \| \| |
|  |                                                             |
|  | Teratophoneus                                               |
|  |                                                             |
|  | Lythronax                                                   |
|  |                                                             |

|  | Teratophoneus |
|  |               |
|  | Lythronax     |
|  |               |

|  | Zhuchengtyrannus                                              |
|  |                                                               |
|  | \| \| Tarbosaurus \| \| \| \| \| \| Tyrannosaurus \| \| \| \| |
|  |                                                               |
|  | Tarbosaurus                                                   |
|  |                                                               |
|  | Tyrannosaurus                                                 |
|  |                                                               |

|  | Tarbosaurus   |
|  |               |
|  | Tyrannosaurus |
|  |               |

|  | Zhuchengtyrannus                                              |
|  |                                                               |
|  | \| \| Tarbosaurus \| \| \| \| \| \| Tyrannosaurus \| \| \| \| |
|  |                                                               |
|  | Tarbosaurus                                                   |
|  |                                                               |
|  | Tyrannosaurus                                                 |
|  |                                                               |

|  | Tarbosaurus   |
|  |               |
|  | Tyrannosaurus |
|  |               |

|  | Zhuchengtyrannus                                              |
|  |                                                               |
|  | \| \| Tarbosaurus \| \| \| \| \| \| Tyrannosaurus \| \| \| \| |
|  |                                                               |
|  | Tarbosaurus                                                   |
|  |                                                               |
|  | Tyrannosaurus                                                 |
|  |                                                               |

|  | Tarbosaurus   |
|  |               |
|  | Tyrannosaurus |
|  |               |

|  | Zhuchengtyrannus                                              |
|  |                                                               |
|  | \| \| Tarbosaurus \| \| \| \| \| \| Tyrannosaurus \| \| \| \| |
|  |                                                               |
|  | Tarbosaurus                                                   |
|  |                                                               |
|  | Tyrannosaurus                                                 |
|  |                                                               |

|  | Tarbosaurus   |
|  |               |
|  | Tyrannosaurus |
|  |               |

|  | Zhuchengtyrannus                                              |
|  |                                                               |
|  | \| \| Tarbosaurus \| \| \| \| \| \| Tyrannosaurus \| \| \| \| |
|  |                                                               |
|  | Tarbosaurus                                                   |
|  |                                                               |
|  | Tyrannosaurus                                                 |
|  |                                                               |

|  | Tarbosaurus   |
|  |               |
|  | Tyrannosaurus |
|  |               |

|  | Zhuchengtyrannus                                              |
|  |                                                               |
|  | \| \| Tarbosaurus \| \| \| \| \| \| Tyrannosaurus \| \| \| \| |
|  |                                                               |
|  | Tarbosaurus                                                   |
|  |                                                               |
|  | Tyrannosaurus                                                 |
|  |                                                               |

|  | Tarbosaurus   |
|  |               |
|  | Tyrannosaurus |
|  |               |

|  | Zhuchengtyrannus                                              |
|  |                                                               |
|  | \| \| Tarbosaurus \| \| \| \| \| \| Tyrannosaurus \| \| \| \| |
|  |                                                               |
|  | Tarbosaurus                                                   |
|  |                                                               |
|  | Tyrannosaurus                                                 |
|  |                                                               |

|  | Tarbosaurus   |
|  |               |
|  | Tyrannosaurus |
|  |               |

|  | Zhuchengtyrannus                                              |
|  |                                                               |
|  | \| \| Tarbosaurus \| \| \| \| \| \| Tyrannosaurus \| \| \| \| |
|  |                                                               |
|  | Tarbosaurus                                                   |
|  |                                                               |
|  | Tyrannosaurus                                                 |
|  |                                                               |

|  | Tarbosaurus   |
|  |               |
|  | Tyrannosaurus |
|  |               |

|  | Alioramus remotus                                                  |
|  |                                                                    |
|  | \| \| Alioramus altai \| \| \| \| \| \| Qianzhousaurus \| \| \| \| |
|  |                                                                    |
|  | Alioramus altai                                                    |
|  |                                                                    |
|  | Qianzhousaurus                                                     |
|  |                                                                    |

|  | Alioramus altai |
|  |                 |
|  | Qianzhousaurus  |
|  |                 |

|  | Dynamoterror                                                |
|  |                                                             |
|  | \| \| Teratophoneus \| \| \| \| \| \| Lythronax \| \| \| \| |
|  |                                                             |
|  | Teratophoneus                                               |
|  |                                                             |
|  | Lythronax                                                   |
|  |                                                             |

|  | Teratophoneus |
|  |               |
|  | Lythronax     |
|  |               |

|  | Zhuchengtyrannus                                              |
|  |                                                               |
|  | \| \| Tarbosaurus \| \| \| \| \| \| Tyrannosaurus \| \| \| \| |
|  |                                                               |
|  | Tarbosaurus                                                   |
|  |                                                               |
|  | Tyrannosaurus                                                 |
|  |                                                               |

|  | Tarbosaurus   |
|  |               |
|  | Tyrannosaurus |
|  |               |

|  | Zhuchengtyrannus                                              |
|  |                                                               |
|  | \| \| Tarbosaurus \| \| \| \| \| \| Tyrannosaurus \| \| \| \| |
|  |                                                               |
|  | Tarbosaurus                                                   |
|  |                                                               |
|  | Tyrannosaurus                                                 |
|  |                                                               |

|  | Tarbosaurus   |
|  |               |
|  | Tyrannosaurus |
|  |               |

|  | Zhuchengtyrannus                                              |
|  |                                                               |
|  | \| \| Tarbosaurus \| \| \| \| \| \| Tyrannosaurus \| \| \| \| |
|  |                                                               |
|  | Tarbosaurus                                                   |
|  |                                                               |
|  | Tyrannosaurus                                                 |
|  |                                                               |

|  | Tarbosaurus   |
|  |               |
|  | Tyrannosaurus |
|  |               |

|  | Zhuchengtyrannus                                              |
|  |                                                               |
|  | \| \| Tarbosaurus \| \| \| \| \| \| Tyrannosaurus \| \| \| \| |
|  |                                                               |
|  | Tarbosaurus                                                   |
|  |                                                               |
|  | Tyrannosaurus                                                 |
|  |                                                               |

|  | Tarbosaurus   |
|  |               |
|  | Tyrannosaurus |
|  |               |

|  | Zhuchengtyrannus                                              |
|  |                                                               |
|  | \| \| Tarbosaurus \| \| \| \| \| \| Tyrannosaurus \| \| \| \| |
|  |                                                               |
|  | Tarbosaurus                                                   |
|  |                                                               |
|  | Tyrannosaurus                                                 |
|  |                                                               |

|  | Tarbosaurus   |
|  |               |
|  | Tyrannosaurus |
|  |               |

|  | Zhuchengtyrannus                                              |
|  |                                                               |
|  | \| \| Tarbosaurus \| \| \| \| \| \| Tyrannosaurus \| \| \| \| |
|  |                                                               |
|  | Tarbosaurus                                                   |
|  |                                                               |
|  | Tyrannosaurus                                                 |
|  |                                                               |

|  | Tarbosaurus   |
|  |               |
|  | Tyrannosaurus |
|  |               |

|  | Zhuchengtyrannus                                              |
|  |                                                               |
|  | \| \| Tarbosaurus \| \| \| \| \| \| Tyrannosaurus \| \| \| \| |
|  |                                                               |
|  | Tarbosaurus                                                   |
|  |                                                               |
|  | Tyrannosaurus                                                 |
|  |                                                               |

|  | Tarbosaurus   |
|  |               |
|  | Tyrannosaurus |
|  |               |

|  | Zhuchengtyrannus                                              |
|  |                                                               |
|  | \| \| Tarbosaurus \| \| \| \| \| \| Tyrannosaurus \| \| \| \| |
|  |                                                               |
|  | Tarbosaurus                                                   |
|  |                                                               |
|  | Tyrannosaurus                                                 |
|  |                                                               |

|  | Tarbosaurus   |
|  |               |
|  | Tyrannosaurus |
|  |               |

|  | Dynamoterror                                                |
|  |                                                             |
|  | \| \| Teratophoneus \| \| \| \| \| \| Lythronax \| \| \| \| |
|  |                                                             |
|  | Teratophoneus                                               |
|  |                                                             |
|  | Lythronax                                                   |
|  |                                                             |

|  | Teratophoneus |
|  |               |
|  | Lythronax     |
|  |               |

|  | Zhuchengtyrannus                                              |
|  |                                                               |
|  | \| \| Tarbosaurus \| \| \| \| \| \| Tyrannosaurus \| \| \| \| |
|  |                                                               |
|  | Tarbosaurus                                                   |
|  |                                                               |
|  | Tyrannosaurus                                                 |
|  |                                                               |

|  | Tarbosaurus   |
|  |               |
|  | Tyrannosaurus |
|  |               |

|  | Zhuchengtyrannus                                              |
|  |                                                               |
|  | \| \| Tarbosaurus \| \| \| \| \| \| Tyrannosaurus \| \| \| \| |
|  |                                                               |
|  | Tarbosaurus                                                   |
|  |                                                               |
|  | Tyrannosaurus                                                 |
|  |                                                               |

|  | Tarbosaurus   |
|  |               |
|  | Tyrannosaurus |
|  |               |

|  | Zhuchengtyrannus                                              |
|  |                                                               |
|  | \| \| Tarbosaurus \| \| \| \| \| \| Tyrannosaurus \| \| \| \| |
|  |                                                               |
|  | Tarbosaurus                                                   |
|  |                                                               |
|  | Tyrannosaurus                                                 |
|  |                                                               |

|  | Tarbosaurus   |
|  |               |
|  | Tyrannosaurus |
|  |               |

|  | Zhuchengtyrannus                                              |
|  |                                                               |
|  | \| \| Tarbosaurus \| \| \| \| \| \| Tyrannosaurus \| \| \| \| |
|  |                                                               |
|  | Tarbosaurus                                                   |
|  |                                                               |
|  | Tyrannosaurus                                                 |
|  |                                                               |

|  | Tarbosaurus   |
|  |               |
|  | Tyrannosaurus |
|  |               |

|  | Zhuchengtyrannus                                              |
|  |                                                               |
|  | \| \| Tarbosaurus \| \| \| \| \| \| Tyrannosaurus \| \| \| \| |
|  |                                                               |
|  | Tarbosaurus                                                   |
|  |                                                               |
|  | Tyrannosaurus                                                 |
|  |                                                               |

|  | Tarbosaurus   |
|  |               |
|  | Tyrannosaurus |
|  |               |

|  | Zhuchengtyrannus                                              |
|  |                                                               |
|  | \| \| Tarbosaurus \| \| \| \| \| \| Tyrannosaurus \| \| \| \| |
|  |                                                               |
|  | Tarbosaurus                                                   |
|  |                                                               |
|  | Tyrannosaurus                                                 |
|  |                                                               |

|  | Tarbosaurus   |
|  |               |
|  | Tyrannosaurus |
|  |               |

|  | Zhuchengtyrannus                                              |
|  |                                                               |
|  | \| \| Tarbosaurus \| \| \| \| \| \| Tyrannosaurus \| \| \| \| |
|  |                                                               |
|  | Tarbosaurus                                                   |
|  |                                                               |
|  | Tyrannosaurus                                                 |
|  |                                                               |

|  | Tarbosaurus   |
|  |               |
|  | Tyrannosaurus |
|  |               |

|  | Zhuchengtyrannus                                              |
|  |                                                               |
|  | \| \| Tarbosaurus \| \| \| \| \| \| Tyrannosaurus \| \| \| \| |
|  |                                                               |
|  | Tarbosaurus                                                   |
|  |                                                               |
|  | Tyrannosaurus                                                 |
|  |                                                               |

|  | Tarbosaurus   |
|  |               |
|  | Tyrannosaurus |
|  |               |

Cladograma de Currie et al. de 2003

| void | Daspletosaurus                                                             |
|      | Daspletosaurus                                                             |
|      | \| void \| Tarbosaurus \| \| \| Tarbosaurus \| \| \| Alioramus \| \| \| \| |
|      |                                                                            |
| void | Tarbosaurus                                                                |
|      | Tarbosaurus                                                                |
|      | Alioramus                                                                  |
|      |                                                                            |

| void | Tarbosaurus |
|      | Tarbosaurus |
|      | Alioramus   |
|      |             |

| void | Nanotyrannus  |
|      | Nanotyrannus  |
|      | Tyrannosaurus |
|      |               |

| void | Daspletosaurus                                                             |
|      | Daspletosaurus                                                             |
|      | \| void \| Tarbosaurus \| \| \| Tarbosaurus \| \| \| Alioramus \| \| \| \| |
|      |                                                                            |
| void | Tarbosaurus                                                                |
|      | Tarbosaurus                                                                |
|      | Alioramus                                                                  |
|      |                                                                            |

| void | Tarbosaurus |
|      | Tarbosaurus |
|      | Alioramus   |
|      |             |

| void | Nanotyrannus  |
|      | Nanotyrannus  |
|      | Tyrannosaurus |
|      |               |

| void | Daspletosaurus                                                             |
|      | Daspletosaurus                                                             |
|      | \| void \| Tarbosaurus \| \| \| Tarbosaurus \| \| \| Alioramus \| \| \| \| |
|      |                                                                            |
| void | Tarbosaurus                                                                |
|      | Tarbosaurus                                                                |
|      | Alioramus                                                                  |
|      |                                                                            |

| void | Tarbosaurus |
|      | Tarbosaurus |
|      | Alioramus   |
|      |             |

| void | Nanotyrannus  |
|      | Nanotyrannus  |
|      | Tyrannosaurus |
|      |               |

| void | Daspletosaurus                                                             |
|      | Daspletosaurus                                                             |
|      | \| void \| Tarbosaurus \| \| \| Tarbosaurus \| \| \| Alioramus \| \| \| \| |
|      |                                                                            |
| void | Tarbosaurus                                                                |
|      | Tarbosaurus                                                                |
|      | Alioramus                                                                  |
|      |                                                                            |

| void | Tarbosaurus |
|      | Tarbosaurus |
|      | Alioramus   |
|      |             |

| void | Nanotyrannus  |
|      | Nanotyrannus  |
|      | Tyrannosaurus |
|      |               |

Cladograma de Carr et al. 2005.

| void | Daspletosaurus                                                                   |
|      | Daspletosaurus                                                                   |
|      | \| void \| Tarbosaurus* \| \| \| Tarbosaurus* \| \| \| Tyrannosaurus \| \| \| \| |
|      |                                                                                  |
| void | Tarbosaurus*                                                                     |
|      | Tarbosaurus*                                                                     |
|      | Tyrannosaurus                                                                    |
|      |                                                                                  |

| void | Tarbosaurus*  |
|      | Tarbosaurus*  |
|      | Tyrannosaurus |
|      |               |

| void | Daspletosaurus                                                                   |
|      | Daspletosaurus                                                                   |
|      | \| void \| Tarbosaurus* \| \| \| Tarbosaurus* \| \| \| Tyrannosaurus \| \| \| \| |
|      |                                                                                  |
| void | Tarbosaurus*                                                                     |
|      | Tarbosaurus*                                                                     |
|      | Tyrannosaurus                                                                    |
|      |                                                                                  |

| void | Tarbosaurus*  |
|      | Tarbosaurus*  |
|      | Tyrannosaurus |
|      |               |

| void | Daspletosaurus                                                                   |
|      | Daspletosaurus                                                                   |
|      | \| void \| Tarbosaurus* \| \| \| Tarbosaurus* \| \| \| Tyrannosaurus \| \| \| \| |
|      |                                                                                  |
| void | Tarbosaurus*                                                                     |
|      | Tarbosaurus*                                                                     |
|      | Tyrannosaurus                                                                    |
|      |                                                                                  |

| void | Tarbosaurus*  |
|      | Tarbosaurus*  |
|      | Tyrannosaurus |
|      |               |

| void | Daspletosaurus                                                                   |
|      | Daspletosaurus                                                                   |
|      | \| void \| Tarbosaurus* \| \| \| Tarbosaurus* \| \| \| Tyrannosaurus \| \| \| \| |
|      |                                                                                  |
| void | Tarbosaurus*                                                                     |
|      | Tarbosaurus*                                                                     |
|      | Tyrannosaurus                                                                    |
|      |                                                                                  |

| void | Tarbosaurus*  |
|      | Tarbosaurus*  |
|      | Tyrannosaurus |
|      |               |

- Nota: Carr et al. usa el nombre Tyrannosaurus bataar

A continuación se encuentra el cladograma de Tyrannosauridae basado en el análisis filogenético llevado a cabo por Loewen et al. in 2013.
|  | Gorgosaurus libratus      |
|  |                           |
|  | Albertosaurus sarcophagus |
|  |                           |

|  | Tyrannosaurus rex                                                              |
|  |                                                                                |
|  | \| \| Tarbosaurus bataar \| \| \| \| \| \| Zhuchengtyrannus magnus \| \| \| \| |
|  |                                                                                |
|  | Tarbosaurus bataar                                                             |
|  |                                                                                |
|  | Zhuchengtyrannus magnus                                                        |
|  |                                                                                |

|  | Tarbosaurus bataar      |
|  |                         |
|  | Zhuchengtyrannus magnus |
|  |                         |

|  | Tyrannosaurus rex                                                              |
|  |                                                                                |
|  | \| \| Tarbosaurus bataar \| \| \| \| \| \| Zhuchengtyrannus magnus \| \| \| \| |
|  |                                                                                |
|  | Tarbosaurus bataar                                                             |
|  |                                                                                |
|  | Zhuchengtyrannus magnus                                                        |
|  |                                                                                |

|  | Tarbosaurus bataar      |
|  |                         |
|  | Zhuchengtyrannus magnus |
|  |                         |

|  | Tyrannosaurus rex                                                              |
|  |                                                                                |
|  | \| \| Tarbosaurus bataar \| \| \| \| \| \| Zhuchengtyrannus magnus \| \| \| \| |
|  |                                                                                |
|  | Tarbosaurus bataar                                                             |
|  |                                                                                |
|  | Zhuchengtyrannus magnus                                                        |
|  |                                                                                |

|  | Tarbosaurus bataar      |
|  |                         |
|  | Zhuchengtyrannus magnus |
|  |                         |

|  | Tyrannosaurus rex                                                              |
|  |                                                                                |
|  | \| \| Tarbosaurus bataar \| \| \| \| \| \| Zhuchengtyrannus magnus \| \| \| \| |
|  |                                                                                |
|  | Tarbosaurus bataar                                                             |
|  |                                                                                |
|  | Zhuchengtyrannus magnus                                                        |
|  |                                                                                |

|  | Tarbosaurus bataar      |
|  |                         |
|  | Zhuchengtyrannus magnus |
|  |                         |

|  | Tyrannosaurus rex                                                              |
|  |                                                                                |
|  | \| \| Tarbosaurus bataar \| \| \| \| \| \| Zhuchengtyrannus magnus \| \| \| \| |
|  |                                                                                |
|  | Tarbosaurus bataar                                                             |
|  |                                                                                |
|  | Zhuchengtyrannus magnus                                                        |
|  |                                                                                |

|  | Tarbosaurus bataar      |
|  |                         |
|  | Zhuchengtyrannus magnus |
|  |                         |

|  | Tyrannosaurus rex                                                              |
|  |                                                                                |
|  | \| \| Tarbosaurus bataar \| \| \| \| \| \| Zhuchengtyrannus magnus \| \| \| \| |
|  |                                                                                |
|  | Tarbosaurus bataar                                                             |
|  |                                                                                |
|  | Zhuchengtyrannus magnus                                                        |
|  |                                                                                |

|  | Tarbosaurus bataar      |
|  |                         |
|  | Zhuchengtyrannus magnus |
|  |                         |

|  | Tyrannosaurus rex                                                              |
|  |                                                                                |
|  | \| \| Tarbosaurus bataar \| \| \| \| \| \| Zhuchengtyrannus magnus \| \| \| \| |
|  |                                                                                |
|  | Tarbosaurus bataar                                                             |
|  |                                                                                |
|  | Zhuchengtyrannus magnus                                                        |
|  |                                                                                |

|  | Tarbosaurus bataar      |
|  |                         |
|  | Zhuchengtyrannus magnus |
|  |                         |

|  | Tyrannosaurus rex                                                              |
|  |                                                                                |
|  | \| \| Tarbosaurus bataar \| \| \| \| \| \| Zhuchengtyrannus magnus \| \| \| \| |
|  |                                                                                |
|  | Tarbosaurus bataar                                                             |
|  |                                                                                |
|  | Zhuchengtyrannus magnus                                                        |
|  |                                                                                |

|  | Tarbosaurus bataar      |
|  |                         |
|  | Zhuchengtyrannus magnus |
|  |                         |

|  | Tyrannosaurus rex                                                              |
|  |                                                                                |
|  | \| \| Tarbosaurus bataar \| \| \| \| \| \| Zhuchengtyrannus magnus \| \| \| \| |
|  |                                                                                |
|  | Tarbosaurus bataar                                                             |
|  |                                                                                |
|  | Zhuchengtyrannus magnus                                                        |
|  |                                                                                |

|  | Tarbosaurus bataar      |
|  |                         |
|  | Zhuchengtyrannus magnus |
|  |                         |

|  | Tyrannosaurus rex                                                              |
|  |                                                                                |
|  | \| \| Tarbosaurus bataar \| \| \| \| \| \| Zhuchengtyrannus magnus \| \| \| \| |
|  |                                                                                |
|  | Tarbosaurus bataar                                                             |
|  |                                                                                |
|  | Zhuchengtyrannus magnus                                                        |
|  |                                                                                |

|  | Tarbosaurus bataar      |
|  |                         |
|  | Zhuchengtyrannus magnus |
|  |                         |

|  | Tyrannosaurus rex                                                              |
|  |                                                                                |
|  | \| \| Tarbosaurus bataar \| \| \| \| \| \| Zhuchengtyrannus magnus \| \| \| \| |
|  |                                                                                |
|  | Tarbosaurus bataar                                                             |
|  |                                                                                |
|  | Zhuchengtyrannus magnus                                                        |
|  |                                                                                |

|  | Tarbosaurus bataar      |
|  |                         |
|  | Zhuchengtyrannus magnus |
|  |                         |

|  | Tyrannosaurus rex                                                              |
|  |                                                                                |
|  | \| \| Tarbosaurus bataar \| \| \| \| \| \| Zhuchengtyrannus magnus \| \| \| \| |
|  |                                                                                |
|  | Tarbosaurus bataar                                                             |
|  |                                                                                |
|  | Zhuchengtyrannus magnus                                                        |
|  |                                                                                |

|  | Tarbosaurus bataar      |
|  |                         |
|  | Zhuchengtyrannus magnus |
|  |                         |

|  | Tyrannosaurus rex                                                              |
|  |                                                                                |
|  | \| \| Tarbosaurus bataar \| \| \| \| \| \| Zhuchengtyrannus magnus \| \| \| \| |
|  |                                                                                |
|  | Tarbosaurus bataar                                                             |
|  |                                                                                |
|  | Zhuchengtyrannus magnus                                                        |
|  |                                                                                |

|  | Tarbosaurus bataar      |
|  |                         |
|  | Zhuchengtyrannus magnus |
|  |                         |

|  | Tyrannosaurus rex                                                              |
|  |                                                                                |
|  | \| \| Tarbosaurus bataar \| \| \| \| \| \| Zhuchengtyrannus magnus \| \| \| \| |
|  |                                                                                |
|  | Tarbosaurus bataar                                                             |
|  |                                                                                |
|  | Zhuchengtyrannus magnus                                                        |
|  |                                                                                |

|  | Tarbosaurus bataar      |
|  |                         |
|  | Zhuchengtyrannus magnus |
|  |                         |

|  | Tyrannosaurus rex                                                              |
|  |                                                                                |
|  | \| \| Tarbosaurus bataar \| \| \| \| \| \| Zhuchengtyrannus magnus \| \| \| \| |
|  |                                                                                |
|  | Tarbosaurus bataar                                                             |
|  |                                                                                |
|  | Zhuchengtyrannus magnus                                                        |
|  |                                                                                |

|  | Tarbosaurus bataar      |
|  |                         |
|  | Zhuchengtyrannus magnus |
|  |                         |

|  | Tyrannosaurus rex                                                              |
|  |                                                                                |
|  | \| \| Tarbosaurus bataar \| \| \| \| \| \| Zhuchengtyrannus magnus \| \| \| \| |
|  |                                                                                |
|  | Tarbosaurus bataar                                                             |
|  |                                                                                |
|  | Zhuchengtyrannus magnus                                                        |
|  |                                                                                |

|  | Tarbosaurus bataar      |
|  |                         |
|  | Zhuchengtyrannus magnus |
|  |                         |

|  | Tyrannosaurus rex                                                              |
|  |                                                                                |
|  | \| \| Tarbosaurus bataar \| \| \| \| \| \| Zhuchengtyrannus magnus \| \| \| \| |
|  |                                                                                |
|  | Tarbosaurus bataar                                                             |
|  |                                                                                |
|  | Zhuchengtyrannus magnus                                                        |
|  |                                                                                |

|  | Tarbosaurus bataar      |
|  |                         |
|  | Zhuchengtyrannus magnus |
|  |                         |

|  | Tyrannosaurus rex                                                              |
|  |                                                                                |
|  | \| \| Tarbosaurus bataar \| \| \| \| \| \| Zhuchengtyrannus magnus \| \| \| \| |
|  |                                                                                |
|  | Tarbosaurus bataar                                                             |
|  |                                                                                |
|  | Zhuchengtyrannus magnus                                                        |
|  |                                                                                |

|  | Tarbosaurus bataar      |
|  |                         |
|  | Zhuchengtyrannus magnus |
|  |                         |

|  | Tyrannosaurus rex                                                              |
|  |                                                                                |
|  | \| \| Tarbosaurus bataar \| \| \| \| \| \| Zhuchengtyrannus magnus \| \| \| \| |
|  |                                                                                |
|  | Tarbosaurus bataar                                                             |
|  |                                                                                |
|  | Zhuchengtyrannus magnus                                                        |
|  |                                                                                |

|  | Tarbosaurus bataar      |
|  |                         |
|  | Zhuchengtyrannus magnus |
|  |                         |

|  | Tyrannosaurus rex                                                              |
|  |                                                                                |
|  | \| \| Tarbosaurus bataar \| \| \| \| \| \| Zhuchengtyrannus magnus \| \| \| \| |
|  |                                                                                |
|  | Tarbosaurus bataar                                                             |
|  |                                                                                |
|  | Zhuchengtyrannus magnus                                                        |
|  |                                                                                |

|  | Tarbosaurus bataar      |
|  |                         |
|  | Zhuchengtyrannus magnus |
|  |                         |

|  | Tyrannosaurus rex                                                              |
|  |                                                                                |
|  | \| \| Tarbosaurus bataar \| \| \| \| \| \| Zhuchengtyrannus magnus \| \| \| \| |
|  |                                                                                |
|  | Tarbosaurus bataar                                                             |
|  |                                                                                |
|  | Zhuchengtyrannus magnus                                                        |
|  |                                                                                |

|  | Tarbosaurus bataar      |
|  |                         |
|  | Zhuchengtyrannus magnus |
|  |                         |

|  | Tyrannosaurus rex                                                              |
|  |                                                                                |
|  | \| \| Tarbosaurus bataar \| \| \| \| \| \| Zhuchengtyrannus magnus \| \| \| \| |
|  |                                                                                |
|  | Tarbosaurus bataar                                                             |
|  |                                                                                |
|  | Zhuchengtyrannus magnus                                                        |
|  |                                                                                |

|  | Tarbosaurus bataar      |
|  |                         |
|  | Zhuchengtyrannus magnus |
|  |                         |

|  | Tyrannosaurus rex                                                              |
|  |                                                                                |
|  | \| \| Tarbosaurus bataar \| \| \| \| \| \| Zhuchengtyrannus magnus \| \| \| \| |
|  |                                                                                |
|  | Tarbosaurus bataar                                                             |
|  |                                                                                |
|  | Zhuchengtyrannus magnus                                                        |
|  |                                                                                |

|  | Tarbosaurus bataar      |
|  |                         |
|  | Zhuchengtyrannus magnus |
|  |                         |

|  | Tyrannosaurus rex                                                              |
|  |                                                                                |
|  | \| \| Tarbosaurus bataar \| \| \| \| \| \| Zhuchengtyrannus magnus \| \| \| \| |
|  |                                                                                |
|  | Tarbosaurus bataar                                                             |
|  |                                                                                |
|  | Zhuchengtyrannus magnus                                                        |
|  |                                                                                |

|  | Tarbosaurus bataar      |
|  |                         |
|  | Zhuchengtyrannus magnus |
|  |                         |

|  | Tyrannosaurus rex                                                              |
|  |                                                                                |
|  | \| \| Tarbosaurus bataar \| \| \| \| \| \| Zhuchengtyrannus magnus \| \| \| \| |
|  |                                                                                |
|  | Tarbosaurus bataar                                                             |
|  |                                                                                |
|  | Zhuchengtyrannus magnus                                                        |
|  |                                                                                |

|  | Tarbosaurus bataar      |
|  |                         |
|  | Zhuchengtyrannus magnus |
|  |                         |

|  | Tyrannosaurus rex                                                              |
|  |                                                                                |
|  | \| \| Tarbosaurus bataar \| \| \| \| \| \| Zhuchengtyrannus magnus \| \| \| \| |
|  |                                                                                |
|  | Tarbosaurus bataar                                                             |
|  |                                                                                |
|  | Zhuchengtyrannus magnus                                                        |
|  |                                                                                |

|  | Tarbosaurus bataar      |
|  |                         |
|  | Zhuchengtyrannus magnus |
|  |                         |

|  | Tyrannosaurus rex                                                              |
|  |                                                                                |
|  | \| \| Tarbosaurus bataar \| \| \| \| \| \| Zhuchengtyrannus magnus \| \| \| \| |
|  |                                                                                |
|  | Tarbosaurus bataar                                                             |
|  |                                                                                |
|  | Zhuchengtyrannus magnus                                                        |
|  |                                                                                |

|  | Tarbosaurus bataar      |
|  |                         |
|  | Zhuchengtyrannus magnus |
|  |                         |

|  | Tyrannosaurus rex                                                              |
|  |                                                                                |
|  | \| \| Tarbosaurus bataar \| \| \| \| \| \| Zhuchengtyrannus magnus \| \| \| \| |
|  |                                                                                |
|  | Tarbosaurus bataar                                                             |
|  |                                                                                |
|  | Zhuchengtyrannus magnus                                                        |
|  |                                                                                |

|  | Tarbosaurus bataar      |
|  |                         |
|  | Zhuchengtyrannus magnus |
|  |                         |

|  | Tyrannosaurus rex                                                              |
|  |                                                                                |
|  | \| \| Tarbosaurus bataar \| \| \| \| \| \| Zhuchengtyrannus magnus \| \| \| \| |
|  |                                                                                |
|  | Tarbosaurus bataar                                                             |
|  |                                                                                |
|  | Zhuchengtyrannus magnus                                                        |
|  |                                                                                |

|  | Tarbosaurus bataar      |
|  |                         |
|  | Zhuchengtyrannus magnus |
|  |                         |

|  | Tyrannosaurus rex                                                              |
|  |                                                                                |
|  | \| \| Tarbosaurus bataar \| \| \| \| \| \| Zhuchengtyrannus magnus \| \| \| \| |
|  |                                                                                |
|  | Tarbosaurus bataar                                                             |
|  |                                                                                |
|  | Zhuchengtyrannus magnus                                                        |
|  |                                                                                |

|  | Tarbosaurus bataar      |
|  |                         |
|  | Zhuchengtyrannus magnus |
|  |                         |

|  | Tyrannosaurus rex                                                              |
|  |                                                                                |
|  | \| \| Tarbosaurus bataar \| \| \| \| \| \| Zhuchengtyrannus magnus \| \| \| \| |
|  |                                                                                |
|  | Tarbosaurus bataar                                                             |
|  |                                                                                |
|  | Zhuchengtyrannus magnus                                                        |
|  |                                                                                |

|  | Tarbosaurus bataar      |
|  |                         |
|  | Zhuchengtyrannus magnus |
|  |                         |

|  | Tyrannosaurus rex                                                              |
|  |                                                                                |
|  | \| \| Tarbosaurus bataar \| \| \| \| \| \| Zhuchengtyrannus magnus \| \| \| \| |
|  |                                                                                |
|  | Tarbosaurus bataar                                                             |
|  |                                                                                |
|  | Zhuchengtyrannus magnus                                                        |
|  |                                                                                |

|  | Tarbosaurus bataar      |
|  |                         |
|  | Zhuchengtyrannus magnus |
|  |                         |

|  | Tyrannosaurus rex                                                              |
|  |                                                                                |
|  | \| \| Tarbosaurus bataar \| \| \| \| \| \| Zhuchengtyrannus magnus \| \| \| \| |
|  |                                                                                |
|  | Tarbosaurus bataar                                                             |
|  |                                                                                |
|  | Zhuchengtyrannus magnus                                                        |
|  |                                                                                |

|  | Tarbosaurus bataar      |
|  |                         |
|  | Zhuchengtyrannus magnus |
|  |                         |

|  | Tyrannosaurus rex                                                              |
|  |                                                                                |
|  | \| \| Tarbosaurus bataar \| \| \| \| \| \| Zhuchengtyrannus magnus \| \| \| \| |
|  |                                                                                |
|  | Tarbosaurus bataar                                                             |
|  |                                                                                |
|  | Zhuchengtyrannus magnus                                                        |
|  |                                                                                |

|  | Tarbosaurus bataar      |
|  |                         |
|  | Zhuchengtyrannus magnus |
|  |                         |

|  | Tyrannosaurus rex                                                              |
|  |                                                                                |
|  | \| \| Tarbosaurus bataar \| \| \| \| \| \| Zhuchengtyrannus magnus \| \| \| \| |
|  |                                                                                |
|  | Tarbosaurus bataar                                                             |
|  |                                                                                |
|  | Zhuchengtyrannus magnus                                                        |
|  |                                                                                |

|  | Tarbosaurus bataar      |
|  |                         |
|  | Zhuchengtyrannus magnus |
|  |                         |

|  | Tyrannosaurus rex                                                              |
|  |                                                                                |
|  | \| \| Tarbosaurus bataar \| \| \| \| \| \| Zhuchengtyrannus magnus \| \| \| \| |
|  |                                                                                |
|  | Tarbosaurus bataar                                                             |
|  |                                                                                |
|  | Zhuchengtyrannus magnus                                                        |
|  |                                                                                |

|  | Tarbosaurus bataar      |
|  |                         |
|  | Zhuchengtyrannus magnus |
|  |                         |

|  | Tyrannosaurus rex                                                              |
|  |                                                                                |
|  | \| \| Tarbosaurus bataar \| \| \| \| \| \| Zhuchengtyrannus magnus \| \| \| \| |
|  |                                                                                |
|  | Tarbosaurus bataar                                                             |
|  |                                                                                |
|  | Zhuchengtyrannus magnus                                                        |
|  |                                                                                |

|  | Tarbosaurus bataar      |
|  |                         |
|  | Zhuchengtyrannus magnus |
|  |                         |

|  | Tyrannosaurus rex                                                              |
|  |                                                                                |
|  | \| \| Tarbosaurus bataar \| \| \| \| \| \| Zhuchengtyrannus magnus \| \| \| \| |
|  |                                                                                |
|  | Tarbosaurus bataar                                                             |
|  |                                                                                |
|  | Zhuchengtyrannus magnus                                                        |
|  |                                                                                |

|  | Tarbosaurus bataar      |
|  |                         |
|  | Zhuchengtyrannus magnus |
|  |                         |

|  | Tyrannosaurus rex                                                              |
|  |                                                                                |
|  | \| \| Tarbosaurus bataar \| \| \| \| \| \| Zhuchengtyrannus magnus \| \| \| \| |
|  |                                                                                |
|  | Tarbosaurus bataar                                                             |
|  |                                                                                |
|  | Zhuchengtyrannus magnus                                                        |
|  |                                                                                |

|  | Tarbosaurus bataar      |
|  |                         |
|  | Zhuchengtyrannus magnus |
|  |                         |

|  | Tyrannosaurus rex                                                              |
|  |                                                                                |
|  | \| \| Tarbosaurus bataar \| \| \| \| \| \| Zhuchengtyrannus magnus \| \| \| \| |
|  |                                                                                |
|  | Tarbosaurus bataar                                                             |
|  |                                                                                |
|  | Zhuchengtyrannus magnus                                                        |
|  |                                                                                |

|  | Tarbosaurus bataar      |
|  |                         |
|  | Zhuchengtyrannus magnus |
|  |                         |

|  | Tyrannosaurus rex                                                              |
|  |                                                                                |
|  | \| \| Tarbosaurus bataar \| \| \| \| \| \| Zhuchengtyrannus magnus \| \| \| \| |
|  |                                                                                |
|  | Tarbosaurus bataar                                                             |
|  |                                                                                |
|  | Zhuchengtyrannus magnus                                                        |
|  |                                                                                |

|  | Tarbosaurus bataar      |
|  |                         |
|  | Zhuchengtyrannus magnus |
|  |                         |

|  | Tyrannosaurus rex                                                              |
|  |                                                                                |
|  | \| \| Tarbosaurus bataar \| \| \| \| \| \| Zhuchengtyrannus magnus \| \| \| \| |
|  |                                                                                |
|  | Tarbosaurus bataar                                                             |
|  |                                                                                |
|  | Zhuchengtyrannus magnus                                                        |
|  |                                                                                |

|  | Tarbosaurus bataar      |
|  |                         |
|  | Zhuchengtyrannus magnus |
|  |                         |

|  | Tyrannosaurus rex                                                              |
|  |                                                                                |
|  | \| \| Tarbosaurus bataar \| \| \| \| \| \| Zhuchengtyrannus magnus \| \| \| \| |
|  |                                                                                |
|  | Tarbosaurus bataar                                                             |
|  |                                                                                |
|  | Zhuchengtyrannus magnus                                                        |
|  |                                                                                |

|  | Tarbosaurus bataar      |
|  |                         |
|  | Zhuchengtyrannus magnus |
|  |                         |

|  | Tyrannosaurus rex                                                              |
|  |                                                                                |
|  | \| \| Tarbosaurus bataar \| \| \| \| \| \| Zhuchengtyrannus magnus \| \| \| \| |
|  |                                                                                |
|  | Tarbosaurus bataar                                                             |
|  |                                                                                |
|  | Zhuchengtyrannus magnus                                                        |
|  |                                                                                |

|  | Tarbosaurus bataar      |
|  |                         |
|  | Zhuchengtyrannus magnus |
|  |                         |

|  | Tyrannosaurus rex                                                              |
|  |                                                                                |
|  | \| \| Tarbosaurus bataar \| \| \| \| \| \| Zhuchengtyrannus magnus \| \| \| \| |
|  |                                                                                |
|  | Tarbosaurus bataar                                                             |
|  |                                                                                |
|  | Zhuchengtyrannus magnus                                                        |
|  |                                                                                |

|  | Tarbosaurus bataar      |
|  |                         |
|  | Zhuchengtyrannus magnus |
|  |                         |

|  | Tyrannosaurus rex                                                              |
|  |                                                                                |
|  | \| \| Tarbosaurus bataar \| \| \| \| \| \| Zhuchengtyrannus magnus \| \| \| \| |
|  |                                                                                |
|  | Tarbosaurus bataar                                                             |
|  |                                                                                |
|  | Zhuchengtyrannus magnus                                                        |
|  |                                                                                |

|  | Tarbosaurus bataar      |
|  |                         |
|  | Zhuchengtyrannus magnus |
|  |                         |

|  | Tyrannosaurus rex                                                              |
|  |                                                                                |
|  | \| \| Tarbosaurus bataar \| \| \| \| \| \| Zhuchengtyrannus magnus \| \| \| \| |
|  |                                                                                |
|  | Tarbosaurus bataar                                                             |
|  |                                                                                |
|  | Zhuchengtyrannus magnus                                                        |
|  |                                                                                |

|  | Tarbosaurus bataar      |
|  |                         |
|  | Zhuchengtyrannus magnus |
|  |                         |

|  | Tyrannosaurus rex                                                              |
|  |                                                                                |
|  | \| \| Tarbosaurus bataar \| \| \| \| \| \| Zhuchengtyrannus magnus \| \| \| \| |
|  |                                                                                |
|  | Tarbosaurus bataar                                                             |
|  |                                                                                |
|  | Zhuchengtyrannus magnus                                                        |
|  |                                                                                |

|  | Tarbosaurus bataar      |
|  |                         |
|  | Zhuchengtyrannus magnus |
|  |                         |

|  | Tyrannosaurus rex                                                              |
|  |                                                                                |
|  | \| \| Tarbosaurus bataar \| \| \| \| \| \| Zhuchengtyrannus magnus \| \| \| \| |
|  |                                                                                |
|  | Tarbosaurus bataar                                                             |
|  |                                                                                |
|  | Zhuchengtyrannus magnus                                                        |
|  |                                                                                |

|  | Tarbosaurus bataar      |
|  |                         |
|  | Zhuchengtyrannus magnus |
|  |                         |

|  | Tyrannosaurus rex                                                              |
|  |                                                                                |
|  | \| \| Tarbosaurus bataar \| \| \| \| \| \| Zhuchengtyrannus magnus \| \| \| \| |
|  |                                                                                |
|  | Tarbosaurus bataar                                                             |
|  |                                                                                |
|  | Zhuchengtyrannus magnus                                                        |
|  |                                                                                |

|  | Tarbosaurus bataar      |
|  |                         |
|  | Zhuchengtyrannus magnus |
|  |                         |

|  | Tyrannosaurus rex                                                              |
|  |                                                                                |
|  | \| \| Tarbosaurus bataar \| \| \| \| \| \| Zhuchengtyrannus magnus \| \| \| \| |
|  |                                                                                |
|  | Tarbosaurus bataar                                                             |
|  |                                                                                |
|  | Zhuchengtyrannus magnus                                                        |
|  |                                                                                |

|  | Tarbosaurus bataar      |
|  |                         |
|  | Zhuchengtyrannus magnus |
|  |                         |

|  | Tyrannosaurus rex                                                              |
|  |                                                                                |
|  | \| \| Tarbosaurus bataar \| \| \| \| \| \| Zhuchengtyrannus magnus \| \| \| \| |
|  |                                                                                |
|  | Tarbosaurus bataar                                                             |
|  |                                                                                |
|  | Zhuchengtyrannus magnus                                                        |
|  |                                                                                |

|  | Tarbosaurus bataar      |
|  |                         |
|  | Zhuchengtyrannus magnus |
|  |                         |

|  | Tyrannosaurus rex                                                              |
|  |                                                                                |
|  | \| \| Tarbosaurus bataar \| \| \| \| \| \| Zhuchengtyrannus magnus \| \| \| \| |
|  |                                                                                |
|  | Tarbosaurus bataar                                                             |
|  |                                                                                |
|  | Zhuchengtyrannus magnus                                                        |
|  |                                                                                |

|  | Tarbosaurus bataar      |
|  |                         |
|  | Zhuchengtyrannus magnus |
|  |                         |

|  | Tyrannosaurus rex                                                              |
|  |                                                                                |
|  | \| \| Tarbosaurus bataar \| \| \| \| \| \| Zhuchengtyrannus magnus \| \| \| \| |
|  |                                                                                |
|  | Tarbosaurus bataar                                                             |
|  |                                                                                |
|  | Zhuchengtyrannus magnus                                                        |
|  |                                                                                |

|  | Tarbosaurus bataar      |
|  |                         |
|  | Zhuchengtyrannus magnus |
|  |                         |

|  | Tyrannosaurus rex                                                              |
|  |                                                                                |
|  | \| \| Tarbosaurus bataar \| \| \| \| \| \| Zhuchengtyrannus magnus \| \| \| \| |
|  |                                                                                |
|  | Tarbosaurus bataar                                                             |
|  |                                                                                |
|  | Zhuchengtyrannus magnus                                                        |
|  |                                                                                |

|  | Tarbosaurus bataar      |
|  |                         |
|  | Zhuchengtyrannus magnus |
|  |                         |

|  | Tyrannosaurus rex                                                              |
|  |                                                                                |
|  | \| \| Tarbosaurus bataar \| \| \| \| \| \| Zhuchengtyrannus magnus \| \| \| \| |
|  |                                                                                |
|  | Tarbosaurus bataar                                                             |
|  |                                                                                |
|  | Zhuchengtyrannus magnus                                                        |
|  |                                                                                |

|  | Tarbosaurus bataar      |
|  |                         |
|  | Zhuchengtyrannus magnus |
|  |                         |

|  | Tyrannosaurus rex                                                              |
|  |                                                                                |
|  | \| \| Tarbosaurus bataar \| \| \| \| \| \| Zhuchengtyrannus magnus \| \| \| \| |
|  |                                                                                |
|  | Tarbosaurus bataar                                                             |
|  |                                                                                |
|  | Zhuchengtyrannus magnus                                                        |
|  |                                                                                |

|  | Tarbosaurus bataar      |
|  |                         |
|  | Zhuchengtyrannus magnus |
|  |                         |

|  | Tyrannosaurus rex                                                              |
|  |                                                                                |
|  | \| \| Tarbosaurus bataar \| \| \| \| \| \| Zhuchengtyrannus magnus \| \| \| \| |
|  |                                                                                |
|  | Tarbosaurus bataar                                                             |
|  |                                                                                |
|  | Zhuchengtyrannus magnus                                                        |
|  |                                                                                |

|  | Tarbosaurus bataar      |
|  |                         |
|  | Zhuchengtyrannus magnus |
|  |                         |

|  | Tyrannosaurus rex                                                              |
|  |                                                                                |
|  | \| \| Tarbosaurus bataar \| \| \| \| \| \| Zhuchengtyrannus magnus \| \| \| \| |
|  |                                                                                |
|  | Tarbosaurus bataar                                                             |
|  |                                                                                |
|  | Zhuchengtyrannus magnus                                                        |
|  |                                                                                |

|  | Tarbosaurus bataar      |
|  |                         |
|  | Zhuchengtyrannus magnus |
|  |                         |

|  | Tyrannosaurus rex                                                              |
|  |                                                                                |
|  | \| \| Tarbosaurus bataar \| \| \| \| \| \| Zhuchengtyrannus magnus \| \| \| \| |
|  |                                                                                |
|  | Tarbosaurus bataar                                                             |
|  |                                                                                |
|  | Zhuchengtyrannus magnus                                                        |
|  |                                                                                |

|  | Tarbosaurus bataar      |
|  |                         |
|  | Zhuchengtyrannus magnus |
|  |                         |

|  | Tyrannosaurus rex                                                              |
|  |                                                                                |
|  | \| \| Tarbosaurus bataar \| \| \| \| \| \| Zhuchengtyrannus magnus \| \| \| \| |
|  |                                                                                |
|  | Tarbosaurus bataar                                                             |
|  |                                                                                |
|  | Zhuchengtyrannus magnus                                                        |
|  |                                                                                |

|  | Tarbosaurus bataar      |
|  |                         |
|  | Zhuchengtyrannus magnus |
|  |                         |

|  | Tyrannosaurus rex                                                              |
|  |                                                                                |
|  | \| \| Tarbosaurus bataar \| \| \| \| \| \| Zhuchengtyrannus magnus \| \| \| \| |
|  |                                                                                |
|  | Tarbosaurus bataar                                                             |
|  |                                                                                |
|  | Zhuchengtyrannus magnus                                                        |
|  |                                                                                |

|  | Tarbosaurus bataar      |
|  |                         |
|  | Zhuchengtyrannus magnus |
|  |                         |

|  | Tyrannosaurus rex                                                              |
|  |                                                                                |
|  | \| \| Tarbosaurus bataar \| \| \| \| \| \| Zhuchengtyrannus magnus \| \| \| \| |
|  |                                                                                |
|  | Tarbosaurus bataar                                                             |
|  |                                                                                |
|  | Zhuchengtyrannus magnus                                                        |
|  |                                                                                |

|  | Tarbosaurus bataar      |
|  |                         |
|  | Zhuchengtyrannus magnus |
|  |                         |

|  | Tyrannosaurus rex                                                              |
|  |                                                                                |
|  | \| \| Tarbosaurus bataar \| \| \| \| \| \| Zhuchengtyrannus magnus \| \| \| \| |
|  |                                                                                |
|  | Tarbosaurus bataar                                                             |
|  |                                                                                |
|  | Zhuchengtyrannus magnus                                                        |
|  |                                                                                |

|  | Tarbosaurus bataar      |
|  |                         |
|  | Zhuchengtyrannus magnus |
|  |                         |

|  | Gorgosaurus libratus      |
|  |                           |
|  | Albertosaurus sarcophagus |
|  |                           |

|  | Tyrannosaurus rex                                                              |
|  |                                                                                |
|  | \| \| Tarbosaurus bataar \| \| \| \| \| \| Zhuchengtyrannus magnus \| \| \| \| |
|  |                                                                                |
|  | Tarbosaurus bataar                                                             |
|  |                                                                                |
|  | Zhuchengtyrannus magnus                                                        |
|  |                                                                                |

|  | Tarbosaurus bataar      |
|  |                         |
|  | Zhuchengtyrannus magnus |
|  |                         |

|  | Tyrannosaurus rex                                                              |
|  |                                                                                |
|  | \| \| Tarbosaurus bataar \| \| \| \| \| \| Zhuchengtyrannus magnus \| \| \| \| |
|  |                                                                                |
|  | Tarbosaurus bataar                                                             |
|  |                                                                                |
|  | Zhuchengtyrannus magnus                                                        |
|  |                                                                                |

|  | Tarbosaurus bataar      |
|  |                         |
|  | Zhuchengtyrannus magnus |
|  |                         |

|  | Tyrannosaurus rex                                                              |
|  |                                                                                |
|  | \| \| Tarbosaurus bataar \| \| \| \| \| \| Zhuchengtyrannus magnus \| \| \| \| |
|  |                                                                                |
|  | Tarbosaurus bataar                                                             |
|  |                                                                                |
|  | Zhuchengtyrannus magnus                                                        |
|  |                                                                                |

|  | Tarbosaurus bataar      |
|  |                         |
|  | Zhuchengtyrannus magnus |
|  |                         |

|  | Tyrannosaurus rex                                                              |
|  |                                                                                |
|  | \| \| Tarbosaurus bataar \| \| \| \| \| \| Zhuchengtyrannus magnus \| \| \| \| |
|  |                                                                                |
|  | Tarbosaurus bataar                                                             |
|  |                                                                                |
|  | Zhuchengtyrannus magnus                                                        |
|  |                                                                                |

|  | Tarbosaurus bataar      |
|  |                         |
|  | Zhuchengtyrannus magnus |
|  |                         |

|  | Tyrannosaurus rex                                                              |
|  |                                                                                |
|  | \| \| Tarbosaurus bataar \| \| \| \| \| \| Zhuchengtyrannus magnus \| \| \| \| |
|  |                                                                                |
|  | Tarbosaurus bataar                                                             |
|  |                                                                                |
|  | Zhuchengtyrannus magnus                                                        |
|  |                                                                                |

|  | Tarbosaurus bataar      |
|  |                         |
|  | Zhuchengtyrannus magnus |
|  |                         |

|  | Tyrannosaurus rex                                                              |
|  |                                                                                |
|  | \| \| Tarbosaurus bataar \| \| \| \| \| \| Zhuchengtyrannus magnus \| \| \| \| |
|  |                                                                                |
|  | Tarbosaurus bataar                                                             |
|  |                                                                                |
|  | Zhuchengtyrannus magnus                                                        |
|  |                                                                                |

|  | Tarbosaurus bataar      |
|  |                         |
|  | Zhuchengtyrannus magnus |
|  |                         |

|  | Tyrannosaurus rex                                                              |
|  |                                                                                |
|  | \| \| Tarbosaurus bataar \| \| \| \| \| \| Zhuchengtyrannus magnus \| \| \| \| |
|  |                                                                                |
|  | Tarbosaurus bataar                                                             |
|  |                                                                                |
|  | Zhuchengtyrannus magnus                                                        |
|  |                                                                                |

|  | Tarbosaurus bataar      |
|  |                         |
|  | Zhuchengtyrannus magnus |
|  |                         |

|  | Tyrannosaurus rex                                                              |
|  |                                                                                |
|  | \| \| Tarbosaurus bataar \| \| \| \| \| \| Zhuchengtyrannus magnus \| \| \| \| |
|  |                                                                                |
|  | Tarbosaurus bataar                                                             |
|  |                                                                                |
|  | Zhuchengtyrannus magnus                                                        |
|  |                                                                                |

|  | Tarbosaurus bataar      |
|  |                         |
|  | Zhuchengtyrannus magnus |
|  |                         |

|  | Tyrannosaurus rex                                                              |
|  |                                                                                |
|  | \| \| Tarbosaurus bataar \| \| \| \| \| \| Zhuchengtyrannus magnus \| \| \| \| |
|  |                                                                                |
|  | Tarbosaurus bataar                                                             |
|  |                                                                                |
|  | Zhuchengtyrannus magnus                                                        |
|  |                                                                                |

|  | Tarbosaurus bataar      |
|  |                         |
|  | Zhuchengtyrannus magnus |
|  |                         |

|  | Tyrannosaurus rex                                                              |
|  |                                                                                |
|  | \| \| Tarbosaurus bataar \| \| \| \| \| \| Zhuchengtyrannus magnus \| \| \| \| |
|  |                                                                                |
|  | Tarbosaurus bataar                                                             |
|  |                                                                                |
|  | Zhuchengtyrannus magnus                                                        |
|  |                                                                                |

|  | Tarbosaurus bataar      |
|  |                         |
|  | Zhuchengtyrannus magnus |
|  |                         |

|  | Tyrannosaurus rex                                                              |
|  |                                                                                |
|  | \| \| Tarbosaurus bataar \| \| \| \| \| \| Zhuchengtyrannus magnus \| \| \| \| |
|  |                                                                                |
|  | Tarbosaurus bataar                                                             |
|  |                                                                                |
|  | Zhuchengtyrannus magnus                                                        |
|  |                                                                                |

|  | Tarbosaurus bataar      |
|  |                         |
|  | Zhuchengtyrannus magnus |
|  |                         |

|  | Tyrannosaurus rex                                                              |
|  |                                                                                |
|  | \| \| Tarbosaurus bataar \| \| \| \| \| \| Zhuchengtyrannus magnus \| \| \| \| |
|  |                                                                                |
|  | Tarbosaurus bataar                                                             |
|  |                                                                                |
|  | Zhuchengtyrannus magnus                                                        |
|  |                                                                                |

|  | Tarbosaurus bataar      |
|  |                         |
|  | Zhuchengtyrannus magnus |
|  |                         |

|  | Tyrannosaurus rex                                                              |
|  |                                                                                |
|  | \| \| Tarbosaurus bataar \| \| \| \| \| \| Zhuchengtyrannus magnus \| \| \| \| |
|  |                                                                                |
|  | Tarbosaurus bataar                                                             |
|  |                                                                                |
|  | Zhuchengtyrannus magnus                                                        |
|  |                                                                                |

|  | Tarbosaurus bataar      |
|  |                         |
|  | Zhuchengtyrannus magnus |
|  |                         |

|  | Tyrannosaurus rex                                                              |
|  |                                                                                |
|  | \| \| Tarbosaurus bataar \| \| \| \| \| \| Zhuchengtyrannus magnus \| \| \| \| |
|  |                                                                                |
|  | Tarbosaurus bataar                                                             |
|  |                                                                                |
|  | Zhuchengtyrannus magnus                                                        |
|  |                                                                                |

|  | Tarbosaurus bataar      |
|  |                         |
|  | Zhuchengtyrannus magnus |
|  |                         |

|  | Tyrannosaurus rex                                                              |
|  |                                                                                |
|  | \| \| Tarbosaurus bataar \| \| \| \| \| \| Zhuchengtyrannus magnus \| \| \| \| |
|  |                                                                                |
|  | Tarbosaurus bataar                                                             |
|  |                                                                                |
|  | Zhuchengtyrannus magnus                                                        |
|  |                                                                                |

|  | Tarbosaurus bataar      |
|  |                         |
|  | Zhuchengtyrannus magnus |
|  |                         |

|  | Tyrannosaurus rex                                                              |
|  |                                                                                |
|  | \| \| Tarbosaurus bataar \| \| \| \| \| \| Zhuchengtyrannus magnus \| \| \| \| |
|  |                                                                                |
|  | Tarbosaurus bataar                                                             |
|  |                                                                                |
|  | Zhuchengtyrannus magnus                                                        |
|  |                                                                                |

|  | Tarbosaurus bataar      |
|  |                         |
|  | Zhuchengtyrannus magnus |
|  |                         |

|  | Tyrannosaurus rex                                                              |
|  |                                                                                |
|  | \| \| Tarbosaurus bataar \| \| \| \| \| \| Zhuchengtyrannus magnus \| \| \| \| |
|  |                                                                                |
|  | Tarbosaurus bataar                                                             |
|  |                                                                                |
|  | Zhuchengtyrannus magnus                                                        |
|  |                                                                                |

|  | Tarbosaurus bataar      |
|  |                         |
|  | Zhuchengtyrannus magnus |
|  |                         |

|  | Tyrannosaurus rex                                                              |
|  |                                                                                |
|  | \| \| Tarbosaurus bataar \| \| \| \| \| \| Zhuchengtyrannus magnus \| \| \| \| |
|  |                                                                                |
|  | Tarbosaurus bataar                                                             |
|  |                                                                                |
|  | Zhuchengtyrannus magnus                                                        |
|  |                                                                                |

|  | Tarbosaurus bataar      |
|  |                         |
|  | Zhuchengtyrannus magnus |
|  |                         |

|  | Tyrannosaurus rex                                                              |
|  |                                                                                |
|  | \| \| Tarbosaurus bataar \| \| \| \| \| \| Zhuchengtyrannus magnus \| \| \| \| |
|  |                                                                                |
|  | Tarbosaurus bataar                                                             |
|  |                                                                                |
|  | Zhuchengtyrannus magnus                                                        |
|  |                                                                                |

|  | Tarbosaurus bataar      |
|  |                         |
|  | Zhuchengtyrannus magnus |
|  |                         |

|  | Tyrannosaurus rex                                                              |
|  |                                                                                |
|  | \| \| Tarbosaurus bataar \| \| \| \| \| \| Zhuchengtyrannus magnus \| \| \| \| |
|  |                                                                                |
|  | Tarbosaurus bataar                                                             |
|  |                                                                                |
|  | Zhuchengtyrannus magnus                                                        |
|  |                                                                                |

|  | Tarbosaurus bataar      |
|  |                         |
|  | Zhuchengtyrannus magnus |
|  |                         |

|  | Tyrannosaurus rex                                                              |
|  |                                                                                |
|  | \| \| Tarbosaurus bataar \| \| \| \| \| \| Zhuchengtyrannus magnus \| \| \| \| |
|  |                                                                                |
|  | Tarbosaurus bataar                                                             |
|  |                                                                                |
|  | Zhuchengtyrannus magnus                                                        |
|  |                                                                                |

|  | Tarbosaurus bataar      |
|  |                         |
|  | Zhuchengtyrannus magnus |
|  |                         |

|  | Tyrannosaurus rex                                                              |
|  |                                                                                |
|  | \| \| Tarbosaurus bataar \| \| \| \| \| \| Zhuchengtyrannus magnus \| \| \| \| |
|  |                                                                                |
|  | Tarbosaurus bataar                                                             |
|  |                                                                                |
|  | Zhuchengtyrannus magnus                                                        |
|  |                                                                                |

|  | Tarbosaurus bataar      |
|  |                         |
|  | Zhuchengtyrannus magnus |
|  |                         |

|  | Tyrannosaurus rex                                                              |
|  |                                                                                |
|  | \| \| Tarbosaurus bataar \| \| \| \| \| \| Zhuchengtyrannus magnus \| \| \| \| |
|  |                                                                                |
|  | Tarbosaurus bataar                                                             |
|  |                                                                                |
|  | Zhuchengtyrannus magnus                                                        |
|  |                                                                                |

|  | Tarbosaurus bataar      |
|  |                         |
|  | Zhuchengtyrannus magnus |
|  |                         |

|  | Tyrannosaurus rex                                                              |
|  |                                                                                |
|  | \| \| Tarbosaurus bataar \| \| \| \| \| \| Zhuchengtyrannus magnus \| \| \| \| |
|  |                                                                                |
|  | Tarbosaurus bataar                                                             |
|  |                                                                                |
|  | Zhuchengtyrannus magnus                                                        |
|  |                                                                                |

|  | Tarbosaurus bataar      |
|  |                         |
|  | Zhuchengtyrannus magnus |
|  |                         |

|  | Tyrannosaurus rex                                                              |
|  |                                                                                |
|  | \| \| Tarbosaurus bataar \| \| \| \| \| \| Zhuchengtyrannus magnus \| \| \| \| |
|  |                                                                                |
|  | Tarbosaurus bataar                                                             |
|  |                                                                                |
|  | Zhuchengtyrannus magnus                                                        |
|  |                                                                                |

|  | Tarbosaurus bataar      |
|  |                         |
|  | Zhuchengtyrannus magnus |
|  |                         |

|  | Tyrannosaurus rex                                                              |
|  |                                                                                |
|  | \| \| Tarbosaurus bataar \| \| \| \| \| \| Zhuchengtyrannus magnus \| \| \| \| |
|  |                                                                                |
|  | Tarbosaurus bataar                                                             |
|  |                                                                                |
|  | Zhuchengtyrannus magnus                                                        |
|  |                                                                                |

|  | Tarbosaurus bataar      |
|  |                         |
|  | Zhuchengtyrannus magnus |
|  |                         |

|  | Tyrannosaurus rex                                                              |
|  |                                                                                |
|  | \| \| Tarbosaurus bataar \| \| \| \| \| \| Zhuchengtyrannus magnus \| \| \| \| |
|  |                                                                                |
|  | Tarbosaurus bataar                                                             |
|  |                                                                                |
|  | Zhuchengtyrannus magnus                                                        |
|  |                                                                                |

|  | Tarbosaurus bataar      |
|  |                         |
|  | Zhuchengtyrannus magnus |
|  |                         |

|  | Tyrannosaurus rex                                                              |
|  |                                                                                |
|  | \| \| Tarbosaurus bataar \| \| \| \| \| \| Zhuchengtyrannus magnus \| \| \| \| |
|  |                                                                                |
|  | Tarbosaurus bataar                                                             |
|  |                                                                                |
|  | Zhuchengtyrannus magnus                                                        |
|  |                                                                                |

|  | Tarbosaurus bataar      |
|  |                         |
|  | Zhuchengtyrannus magnus |
|  |                         |

|  | Tyrannosaurus rex                                                              |
|  |                                                                                |
|  | \| \| Tarbosaurus bataar \| \| \| \| \| \| Zhuchengtyrannus magnus \| \| \| \| |
|  |                                                                                |
|  | Tarbosaurus bataar                                                             |
|  |                                                                                |
|  | Zhuchengtyrannus magnus                                                        |
|  |                                                                                |

|  | Tarbosaurus bataar      |
|  |                         |
|  | Zhuchengtyrannus magnus |
|  |                         |

|  | Tyrannosaurus rex                                                              |
|  |                                                                                |
|  | \| \| Tarbosaurus bataar \| \| \| \| \| \| Zhuchengtyrannus magnus \| \| \| \| |
|  |                                                                                |
|  | Tarbosaurus bataar                                                             |
|  |                                                                                |
|  | Zhuchengtyrannus magnus                                                        |
|  |                                                                                |

|  | Tarbosaurus bataar      |
|  |                         |
|  | Zhuchengtyrannus magnus |
|  |                         |

|  | Tyrannosaurus rex                                                              |
|  |                                                                                |
|  | \| \| Tarbosaurus bataar \| \| \| \| \| \| Zhuchengtyrannus magnus \| \| \| \| |
|  |                                                                                |
|  | Tarbosaurus bataar                                                             |
|  |                                                                                |
|  | Zhuchengtyrannus magnus                                                        |
|  |                                                                                |

|  | Tarbosaurus bataar      |
|  |                         |
|  | Zhuchengtyrannus magnus |
|  |                         |

|  | Tyrannosaurus rex                                                              |
|  |                                                                                |
|  | \| \| Tarbosaurus bataar \| \| \| \| \| \| Zhuchengtyrannus magnus \| \| \| \| |
|  |                                                                                |
|  | Tarbosaurus bataar                                                             |
|  |                                                                                |
|  | Zhuchengtyrannus magnus                                                        |
|  |                                                                                |

|  | Tarbosaurus bataar      |
|  |                         |
|  | Zhuchengtyrannus magnus |
|  |                         |

|  | Tyrannosaurus rex                                                              |
|  |                                                                                |
|  | \| \| Tarbosaurus bataar \| \| \| \| \| \| Zhuchengtyrannus magnus \| \| \| \| |
|  |                                                                                |
|  | Tarbosaurus bataar                                                             |
|  |                                                                                |
|  | Zhuchengtyrannus magnus                                                        |
|  |                                                                                |

|  | Tarbosaurus bataar      |
|  |                         |
|  | Zhuchengtyrannus magnus |
|  |                         |

|  | Tyrannosaurus rex                                                              |
|  |                                                                                |
|  | \| \| Tarbosaurus bataar \| \| \| \| \| \| Zhuchengtyrannus magnus \| \| \| \| |
|  |                                                                                |
|  | Tarbosaurus bataar                                                             |
|  |                                                                                |
|  | Zhuchengtyrannus magnus                                                        |
|  |                                                                                |

|  | Tarbosaurus bataar      |
|  |                         |
|  | Zhuchengtyrannus magnus |
|  |                         |

|  | Tyrannosaurus rex                                                              |
|  |                                                                                |
|  | \| \| Tarbosaurus bataar \| \| \| \| \| \| Zhuchengtyrannus magnus \| \| \| \| |
|  |                                                                                |
|  | Tarbosaurus bataar                                                             |
|  |                                                                                |
|  | Zhuchengtyrannus magnus                                                        |
|  |                                                                                |

|  | Tarbosaurus bataar      |
|  |                         |
|  | Zhuchengtyrannus magnus |
|  |                         |

|  | Tyrannosaurus rex                                                              |
|  |                                                                                |
|  | \| \| Tarbosaurus bataar \| \| \| \| \| \| Zhuchengtyrannus magnus \| \| \| \| |
|  |                                                                                |
|  | Tarbosaurus bataar                                                             |
|  |                                                                                |
|  | Zhuchengtyrannus magnus                                                        |
|  |                                                                                |

|  | Tarbosaurus bataar      |
|  |                         |
|  | Zhuchengtyrannus magnus |
|  |                         |

|  | Tyrannosaurus rex                                                              |
|  |                                                                                |
|  | \| \| Tarbosaurus bataar \| \| \| \| \| \| Zhuchengtyrannus magnus \| \| \| \| |
|  |                                                                                |
|  | Tarbosaurus bataar                                                             |
|  |                                                                                |
|  | Zhuchengtyrannus magnus                                                        |
|  |                                                                                |

|  | Tarbosaurus bataar      |
|  |                         |
|  | Zhuchengtyrannus magnus |
|  |                         |

|  | Tyrannosaurus rex                                                              |
|  |                                                                                |
|  | \| \| Tarbosaurus bataar \| \| \| \| \| \| Zhuchengtyrannus magnus \| \| \| \| |
|  |                                                                                |
|  | Tarbosaurus bataar                                                             |
|  |                                                                                |
|  | Zhuchengtyrannus magnus                                                        |
|  |                                                                                |

|  | Tarbosaurus bataar      |
|  |                         |
|  | Zhuchengtyrannus magnus |
|  |                         |

|  | Tyrannosaurus rex                                                              |
|  |                                                                                |
|  | \| \| Tarbosaurus bataar \| \| \| \| \| \| Zhuchengtyrannus magnus \| \| \| \| |
|  |                                                                                |
|  | Tarbosaurus bataar                                                             |
|  |                                                                                |
|  | Zhuchengtyrannus magnus                                                        |
|  |                                                                                |

|  | Tarbosaurus bataar      |
|  |                         |
|  | Zhuchengtyrannus magnus |
|  |                         |

|  | Tyrannosaurus rex                                                              |
|  |                                                                                |
|  | \| \| Tarbosaurus bataar \| \| \| \| \| \| Zhuchengtyrannus magnus \| \| \| \| |
|  |                                                                                |
|  | Tarbosaurus bataar                                                             |
|  |                                                                                |
|  | Zhuchengtyrannus magnus                                                        |
|  |                                                                                |

|  | Tarbosaurus bataar      |
|  |                         |
|  | Zhuchengtyrannus magnus |
|  |                         |

|  | Tyrannosaurus rex                                                              |
|  |                                                                                |
|  | \| \| Tarbosaurus bataar \| \| \| \| \| \| Zhuchengtyrannus magnus \| \| \| \| |
|  |                                                                                |
|  | Tarbosaurus bataar                                                             |
|  |                                                                                |
|  | Zhuchengtyrannus magnus                                                        |
|  |                                                                                |

|  | Tarbosaurus bataar      |
|  |                         |
|  | Zhuchengtyrannus magnus |
|  |                         |

|  | Tyrannosaurus rex                                                              |
|  |                                                                                |
|  | \| \| Tarbosaurus bataar \| \| \| \| \| \| Zhuchengtyrannus magnus \| \| \| \| |
|  |                                                                                |
|  | Tarbosaurus bataar                                                             |
|  |                                                                                |
|  | Zhuchengtyrannus magnus                                                        |
|  |                                                                                |

|  | Tarbosaurus bataar      |
|  |                         |
|  | Zhuchengtyrannus magnus |
|  |                         |

|  | Tyrannosaurus rex                                                              |
|  |                                                                                |
|  | \| \| Tarbosaurus bataar \| \| \| \| \| \| Zhuchengtyrannus magnus \| \| \| \| |
|  |                                                                                |
|  | Tarbosaurus bataar                                                             |
|  |                                                                                |
|  | Zhuchengtyrannus magnus                                                        |
|  |                                                                                |

|  | Tarbosaurus bataar      |
|  |                         |
|  | Zhuchengtyrannus magnus |
|  |                         |

|  | Tyrannosaurus rex                                                              |
|  |                                                                                |
|  | \| \| Tarbosaurus bataar \| \| \| \| \| \| Zhuchengtyrannus magnus \| \| \| \| |
|  |                                                                                |
|  | Tarbosaurus bataar                                                             |
|  |                                                                                |
|  | Zhuchengtyrannus magnus                                                        |
|  |                                                                                |

|  | Tarbosaurus bataar      |
|  |                         |
|  | Zhuchengtyrannus magnus |
|  |                         |

|  | Tyrannosaurus rex                                                              |
|  |                                                                                |
|  | \| \| Tarbosaurus bataar \| \| \| \| \| \| Zhuchengtyrannus magnus \| \| \| \| |
|  |                                                                                |
|  | Tarbosaurus bataar                                                             |
|  |                                                                                |
|  | Zhuchengtyrannus magnus                                                        |
|  |                                                                                |

|  | Tarbosaurus bataar      |
|  |                         |
|  | Zhuchengtyrannus magnus |
|  |                         |

|  | Tyrannosaurus rex                                                              |
|  |                                                                                |
|  | \| \| Tarbosaurus bataar \| \| \| \| \| \| Zhuchengtyrannus magnus \| \| \| \| |
|  |                                                                                |
|  | Tarbosaurus bataar                                                             |
|  |                                                                                |
|  | Zhuchengtyrannus magnus                                                        |
|  |                                                                                |

|  | Tarbosaurus bataar      |
|  |                         |
|  | Zhuchengtyrannus magnus |
|  |                         |

|  | Tyrannosaurus rex                                                              |
|  |                                                                                |
|  | \| \| Tarbosaurus bataar \| \| \| \| \| \| Zhuchengtyrannus magnus \| \| \| \| |
|  |                                                                                |
|  | Tarbosaurus bataar                                                             |
|  |                                                                                |
|  | Zhuchengtyrannus magnus                                                        |
|  |                                                                                |

|  | Tarbosaurus bataar      |
|  |                         |
|  | Zhuchengtyrannus magnus |
|  |                         |

|  | Tyrannosaurus rex                                                              |
|  |                                                                                |
|  | \| \| Tarbosaurus bataar \| \| \| \| \| \| Zhuchengtyrannus magnus \| \| \| \| |
|  |                                                                                |
|  | Tarbosaurus bataar                                                             |
|  |                                                                                |
|  | Zhuchengtyrannus magnus                                                        |
|  |                                                                                |

|  | Tarbosaurus bataar      |
|  |                         |
|  | Zhuchengtyrannus magnus |
|  |                         |

|  | Tyrannosaurus rex                                                              |
|  |                                                                                |
|  | \| \| Tarbosaurus bataar \| \| \| \| \| \| Zhuchengtyrannus magnus \| \| \| \| |
|  |                                                                                |
|  | Tarbosaurus bataar                                                             |
|  |                                                                                |
|  | Zhuchengtyrannus magnus                                                        |
|  |                                                                                |

|  | Tarbosaurus bataar      |
|  |                         |
|  | Zhuchengtyrannus magnus |
|  |                         |

|  | Tyrannosaurus rex                                                              |
|  |                                                                                |
|  | \| \| Tarbosaurus bataar \| \| \| \| \| \| Zhuchengtyrannus magnus \| \| \| \| |
|  |                                                                                |
|  | Tarbosaurus bataar                                                             |
|  |                                                                                |
|  | Zhuchengtyrannus magnus                                                        |
|  |                                                                                |

|  | Tarbosaurus bataar      |
|  |                         |
|  | Zhuchengtyrannus magnus |
|  |                         |

|  | Tyrannosaurus rex                                                              |
|  |                                                                                |
|  | \| \| Tarbosaurus bataar \| \| \| \| \| \| Zhuchengtyrannus magnus \| \| \| \| |
|  |                                                                                |
|  | Tarbosaurus bataar                                                             |
|  |                                                                                |
|  | Zhuchengtyrannus magnus                                                        |
|  |                                                                                |

|  | Tarbosaurus bataar      |
|  |                         |
|  | Zhuchengtyrannus magnus |
|  |                         |

|  | Tyrannosaurus rex                                                              |
|  |                                                                                |
|  | \| \| Tarbosaurus bataar \| \| \| \| \| \| Zhuchengtyrannus magnus \| \| \| \| |
|  |                                                                                |
|  | Tarbosaurus bataar                                                             |
|  |                                                                                |
|  | Zhuchengtyrannus magnus                                                        |
|  |                                                                                |

|  | Tarbosaurus bataar      |
|  |                         |
|  | Zhuchengtyrannus magnus |
|  |                         |

|  | Tyrannosaurus rex                                                              |
|  |                                                                                |
|  | \| \| Tarbosaurus bataar \| \| \| \| \| \| Zhuchengtyrannus magnus \| \| \| \| |
|  |                                                                                |
|  | Tarbosaurus bataar                                                             |
|  |                                                                                |
|  | Zhuchengtyrannus magnus                                                        |
|  |                                                                                |

|  | Tarbosaurus bataar      |
|  |                         |
|  | Zhuchengtyrannus magnus |
|  |                         |

|  | Tyrannosaurus rex                                                              |
|  |                                                                                |
|  | \| \| Tarbosaurus bataar \| \| \| \| \| \| Zhuchengtyrannus magnus \| \| \| \| |
|  |                                                                                |
|  | Tarbosaurus bataar                                                             |
|  |                                                                                |
|  | Zhuchengtyrannus magnus                                                        |
|  |                                                                                |

|  | Tarbosaurus bataar      |
|  |                         |
|  | Zhuchengtyrannus magnus |
|  |                         |

|  | Tyrannosaurus rex                                                              |
|  |                                                                                |
|  | \| \| Tarbosaurus bataar \| \| \| \| \| \| Zhuchengtyrannus magnus \| \| \| \| |
|  |                                                                                |
|  | Tarbosaurus bataar                                                             |
|  |                                                                                |
|  | Zhuchengtyrannus magnus                                                        |
|  |                                                                                |

|  | Tarbosaurus bataar      |
|  |                         |
|  | Zhuchengtyrannus magnus |
|  |                         |

|  | Tyrannosaurus rex                                                              |
|  |                                                                                |
|  | \| \| Tarbosaurus bataar \| \| \| \| \| \| Zhuchengtyrannus magnus \| \| \| \| |
|  |                                                                                |
|  | Tarbosaurus bataar                                                             |
|  |                                                                                |
|  | Zhuchengtyrannus magnus                                                        |
|  |                                                                                |

|  | Tarbosaurus bataar      |
|  |                         |
|  | Zhuchengtyrannus magnus |
|  |                         |

|  | Tyrannosaurus rex                                                              |
|  |                                                                                |
|  | \| \| Tarbosaurus bataar \| \| \| \| \| \| Zhuchengtyrannus magnus \| \| \| \| |
|  |                                                                                |
|  | Tarbosaurus bataar                                                             |
|  |                                                                                |
|  | Zhuchengtyrannus magnus                                                        |
|  |                                                                                |

|  | Tarbosaurus bataar      |
|  |                         |
|  | Zhuchengtyrannus magnus |
|  |                         |

|  | Tyrannosaurus rex                                                              |
|  |                                                                                |
|  | \| \| Tarbosaurus bataar \| \| \| \| \| \| Zhuchengtyrannus magnus \| \| \| \| |
|  |                                                                                |
|  | Tarbosaurus bataar                                                             |
|  |                                                                                |
|  | Zhuchengtyrannus magnus                                                        |
|  |                                                                                |

|  | Tarbosaurus bataar      |
|  |                         |
|  | Zhuchengtyrannus magnus |
|  |                         |

|  | Tyrannosaurus rex                                                              |
|  |                                                                                |
|  | \| \| Tarbosaurus bataar \| \| \| \| \| \| Zhuchengtyrannus magnus \| \| \| \| |
|  |                                                                                |
|  | Tarbosaurus bataar                                                             |
|  |                                                                                |
|  | Zhuchengtyrannus magnus                                                        |
|  |                                                                                |

|  | Tarbosaurus bataar      |
|  |                         |
|  | Zhuchengtyrannus magnus |
|  |                         |

|  | Tyrannosaurus rex                                                              |
|  |                                                                                |
|  | \| \| Tarbosaurus bataar \| \| \| \| \| \| Zhuchengtyrannus magnus \| \| \| \| |
|  |                                                                                |
|  | Tarbosaurus bataar                                                             |
|  |                                                                                |
|  | Zhuchengtyrannus magnus                                                        |
|  |                                                                                |

|  | Tarbosaurus bataar      |
|  |                         |
|  | Zhuchengtyrannus magnus |
|  |                         |

|  | Tyrannosaurus rex                                                              |
|  |                                                                                |
|  | \| \| Tarbosaurus bataar \| \| \| \| \| \| Zhuchengtyrannus magnus \| \| \| \| |
|  |                                                                                |
|  | Tarbosaurus bataar                                                             |
|  |                                                                                |
|  | Zhuchengtyrannus magnus                                                        |
|  |                                                                                |

|  | Tarbosaurus bataar      |
|  |                         |
|  | Zhuchengtyrannus magnus |
|  |                         |

|  | Tyrannosaurus rex                                                              |
|  |                                                                                |
|  | \| \| Tarbosaurus bataar \| \| \| \| \| \| Zhuchengtyrannus magnus \| \| \| \| |
|  |                                                                                |
|  | Tarbosaurus bataar                                                             |
|  |                                                                                |
|  | Zhuchengtyrannus magnus                                                        |
|  |                                                                                |

|  | Tarbosaurus bataar      |
|  |                         |
|  | Zhuchengtyrannus magnus |
|  |                         |

|  | Tyrannosaurus rex                                                              |
|  |                                                                                |
|  | \| \| Tarbosaurus bataar \| \| \| \| \| \| Zhuchengtyrannus magnus \| \| \| \| |
|  |                                                                                |
|  | Tarbosaurus bataar                                                             |
|  |                                                                                |
|  | Zhuchengtyrannus magnus                                                        |
|  |                                                                                |

|  | Tarbosaurus bataar      |
|  |                         |
|  | Zhuchengtyrannus magnus |
|  |                         |

|  | Tyrannosaurus rex                                                              |
|  |                                                                                |
|  | \| \| Tarbosaurus bataar \| \| \| \| \| \| Zhuchengtyrannus magnus \| \| \| \| |
|  |                                                                                |
|  | Tarbosaurus bataar                                                             |
|  |                                                                                |
|  | Zhuchengtyrannus magnus                                                        |
|  |                                                                                |

|  | Tarbosaurus bataar      |
|  |                         |
|  | Zhuchengtyrannus magnus |
|  |                         |

## Paleobiología

### Sentidos
Hay indicios de que D. horneri poseía órganos sensoriales integumentarios, posiblemente usados para tocar, realizar movimientos precisos con la mandíbula, sentir la temperatura, y detectar presas. Las grandes escamas planas pueden haber protegido al hocico durante las cacerías y el combate intraespecífico.

### Coexistencia junto aGorgosaurus
A finales del Campaniano de Norteamérica, Daspletosaurus fue contemporáneo del tiranosáurido albertosaurino Gorgosaurus. Éste es uno de los pocos ejemplos de dos géneros de tiranosáuridos coexistiendo. En los depredadores modernos cuando dos grupos similares ocupan la misma región son separados en diversos nichos ecológicos por diferencias anatómicas, de comportamiento o geográficas que limitan la competición. Varios estudios han intentado explicar la diferenciación de nichos entre Daspletosaurus y Gorgosaurus.

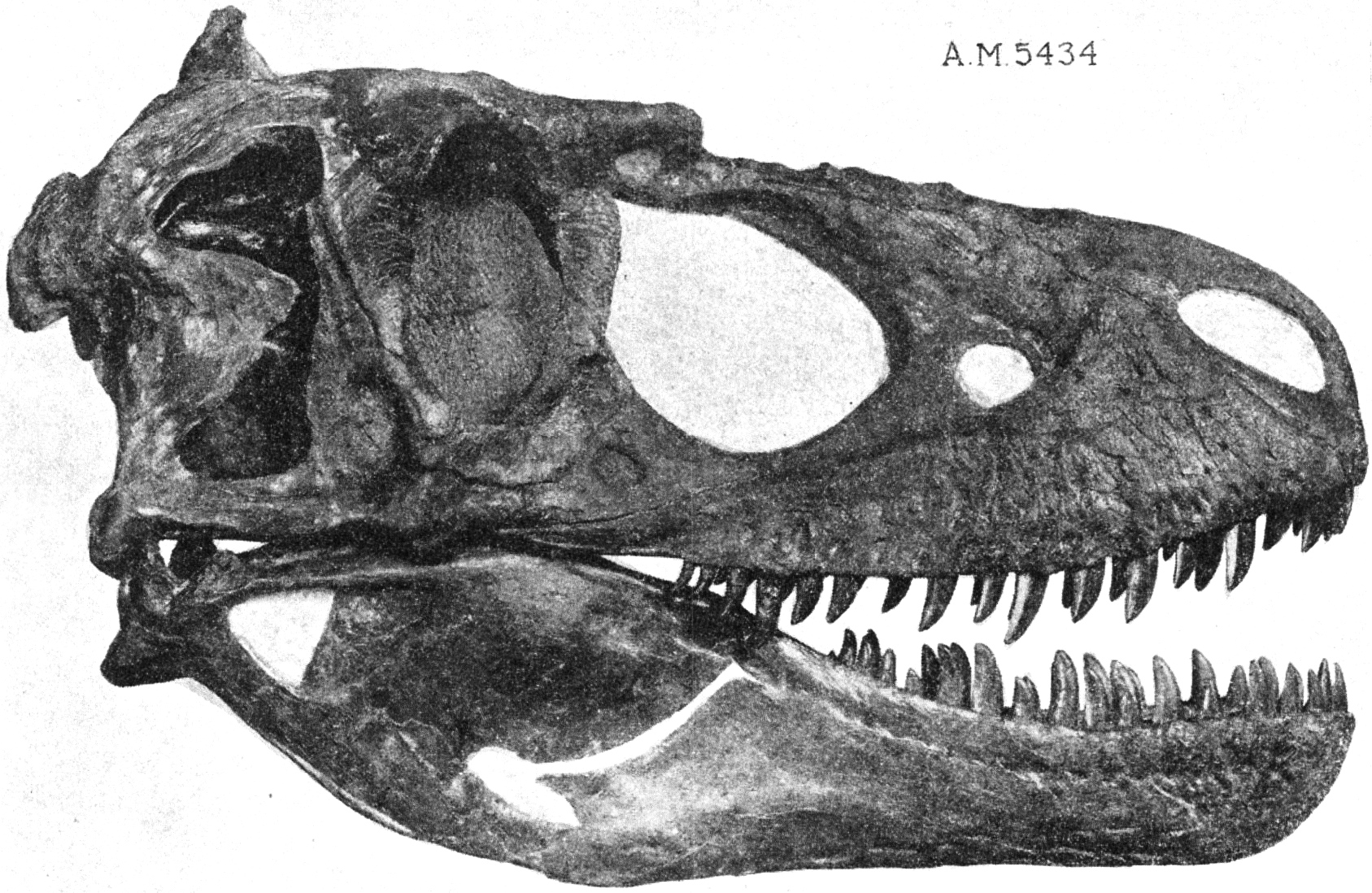
Cráneo de un Daspletosaurus torosus el cual antes se pensaba que era de un Gorgosaurus libratus este cráneo (AMNH 5434) más tarde fue vendido el Museo Field en Chicago y ahora se exhibe como el espécimen FMNH PR308. El espécimen fue reasignado a Daspletosaurus torosus por Thomas Carr en 1999.

Dale Russell propuso que el más ligeramente construido y más común Gorgosaurus puede haber cazado hadrosáuridos, más abundantes en ese tiempo, mientras que el más robusto y menos  común Daspletosaurus puede haberse especializado en los ceratópsidos menos frecuentes pero mejor defendidos, que pudieron haber sido más difíciles de cazar. Sin embargo, un espécimen Daspletosaurus, OTM 200 de la Formación Dos Medicinas preserva los restos digeridos de un hadrosáurido juvenil en su región intestinal. Los morros más altos y anchos de los tiranosaurinos como el Daspletosaurus son mecánicamente más fuertes que los hocicos más bajos de albertosaurinos como Gorgosaurus, aunque las fuerzas de los dientes sean similares entre los dos grupos. Esto puede indicar una diferencia en las mecánicas de alimentación o dieta.
Otros autores han sugerido que la competición fue limitada por la separación geográfica. A diferencia de algunos otros grupos de dinosaurios, no parece haber una correlación con la distancia del mar. Ninguno, ni Daspletosaurus ni Gorgosaurus eran más comunes en terrenos más elevados o más llanos que el otro. Sin embargo, mientras que hay una cierta diferenciación en la distribución, Gorgosaurus parece ser más común en las latitudes norteñas, mientras que las especies de Daspletosaurus eran más abundantes al sur. El mismo patrón se considera en otros grupos de dinosaurios. Los ceratopsianos chasmosaurinos y los hadrosáuridos hadrosaurinos son también más comunes en la Formación Dos Medicinas y en Norteamérica al sudoeste durante el Campaniano. Thomas Holtz ha sugerido que este patrón indica preferencias ecológicas compartidas entre los tiranosaurinos, los chasmosaurinos y los hadrosaurinos. Holtz observa que, a finales del Maastrichtiense, la etapa posterior, los tiranosaurinos como Tyrannosaurus rex, los hadrosaurinos y los chasmosaurinos como Triceratops se habían extendido por Norteamérica occidental, mientras que los albertosaurinos y los centrosaurinos se habían extinguido, y los lambeosaurinos eran muy raros.

### Comportamiento social

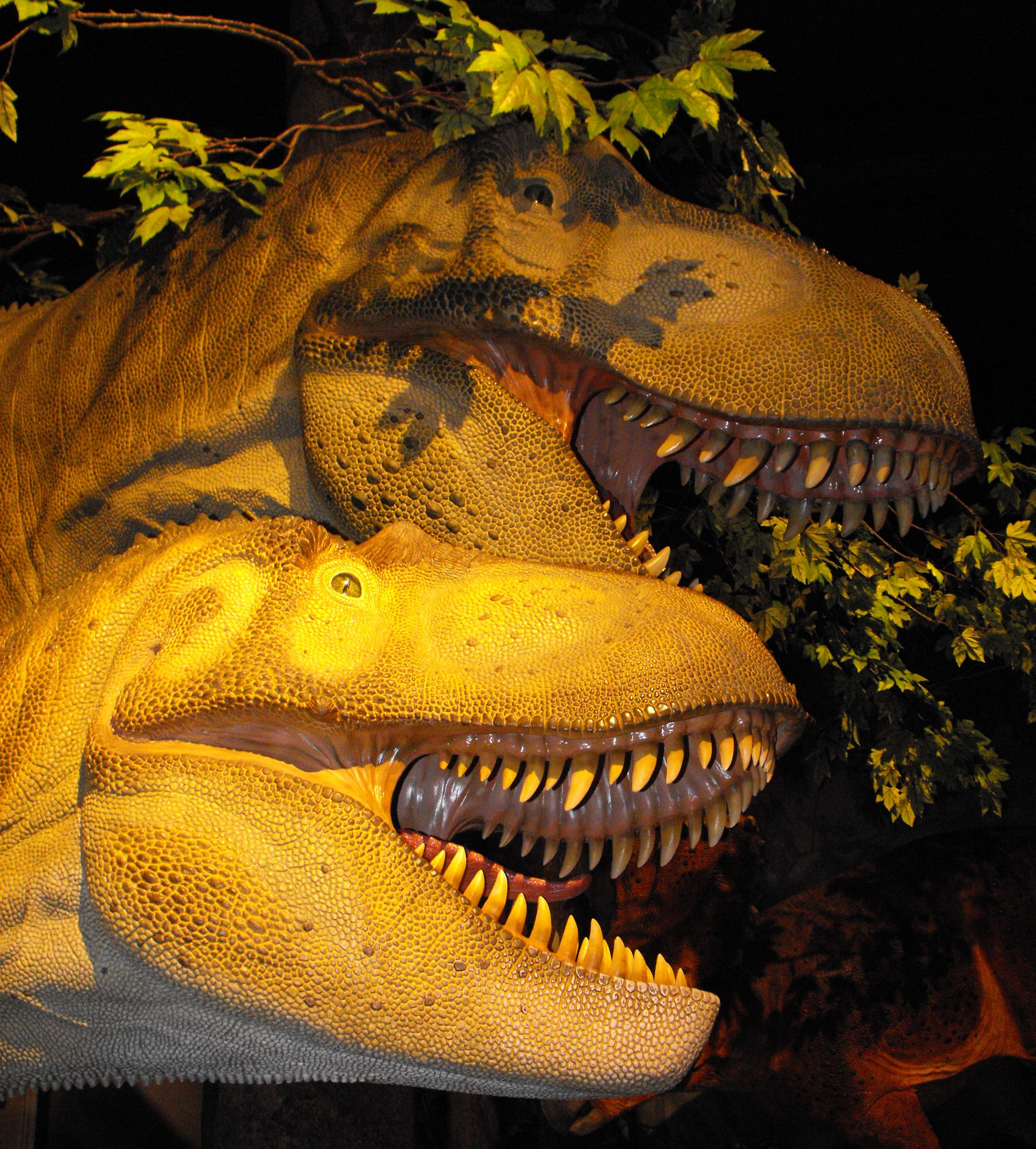
Modelos de un par de Daspletosaurus en el Museo Canadiense de la Naturaleza, en Ottawa.

Un espécimen juvenil de la especie de Daspletosaurus del Parque de los Dinosaurios (TMP 94.143.1) muestra marcas de mordeduras en la cara que fueron infligidas por otro tiranosáurido. Las marcas de la mordedura están curadas, indicando que el animal sobrevivió la mordedura. Un ejemplar del mismo sitio, completamente crecido Daspletosaurus (TMP 85.62.1) también exhibe las marcas de mordeduras de tiranosáurido, demostrando que los ataques a la cara no fueron limitados a animales más jóvenes. Mientras que es posible que las mordeduras sean atribuibles a otra especie, la agresión intraespecífica, incluyendo mordeduras faciales, es muy común entre depredadores. Las mordeduras faciales se consideran en otros tiranosáuridos como Gorgosaurus y Tyrannosaurus, así como en otros géneros de terópodos como Sinraptor y Saurornitholestes. Darren Tanke y Phil Currie presumen que las mordeduras son debido a competición intraespecífica por el territorio o recursos, o para la dominación dentro de un grupo social.
Evidencia de que Daspletosaurus haya vivido en grupos sociales viene de la cama de huesos encontrada en la Formación Dos Medicinas de Montana. La cama de huesos incluye los restos de tres Daspletosaurus, incluyendo un adulto grande, un joven pequeño, y otro individuo del tamaño intermedio. Por lo menos cinco hadrosáuridos se preservan en la misma localización. La evidencia geológica indica que los restos no fueron reunidos por corrientes de agua pero todos los animales fueron enterrados simultáneamente en el mismo lugar. Los restos del hadrosáuridos están dispersos y tienen numerosas marcas de los dientes un tiranosáurido, indicando que el Daspletosaurus se alimentaban en los hadrosáuridos a la hora de muerte. La causa de la muerte es desconocida. Currie especula que los daspletosaurios formaron un grupo de caza, aunque esto no se pueda asegurar con certeza. Otros científicos son escépticos de la evidencia de grupos sociales en Daspletosaurus y otros terópodos grandes. Brian Roach y Daniel Brinkman han sugerido que la interacción entre daspletosaurios se asemejaría más a lo que ocurre entre los dragones de Komodo, donde varios individuos se reúnen para alimentarse de un cadáver pero sin colaborar entre ellos, frecuentemente atacándose y llegando al canibalismo, durante el proceso de alimentación.

### Historia de vida

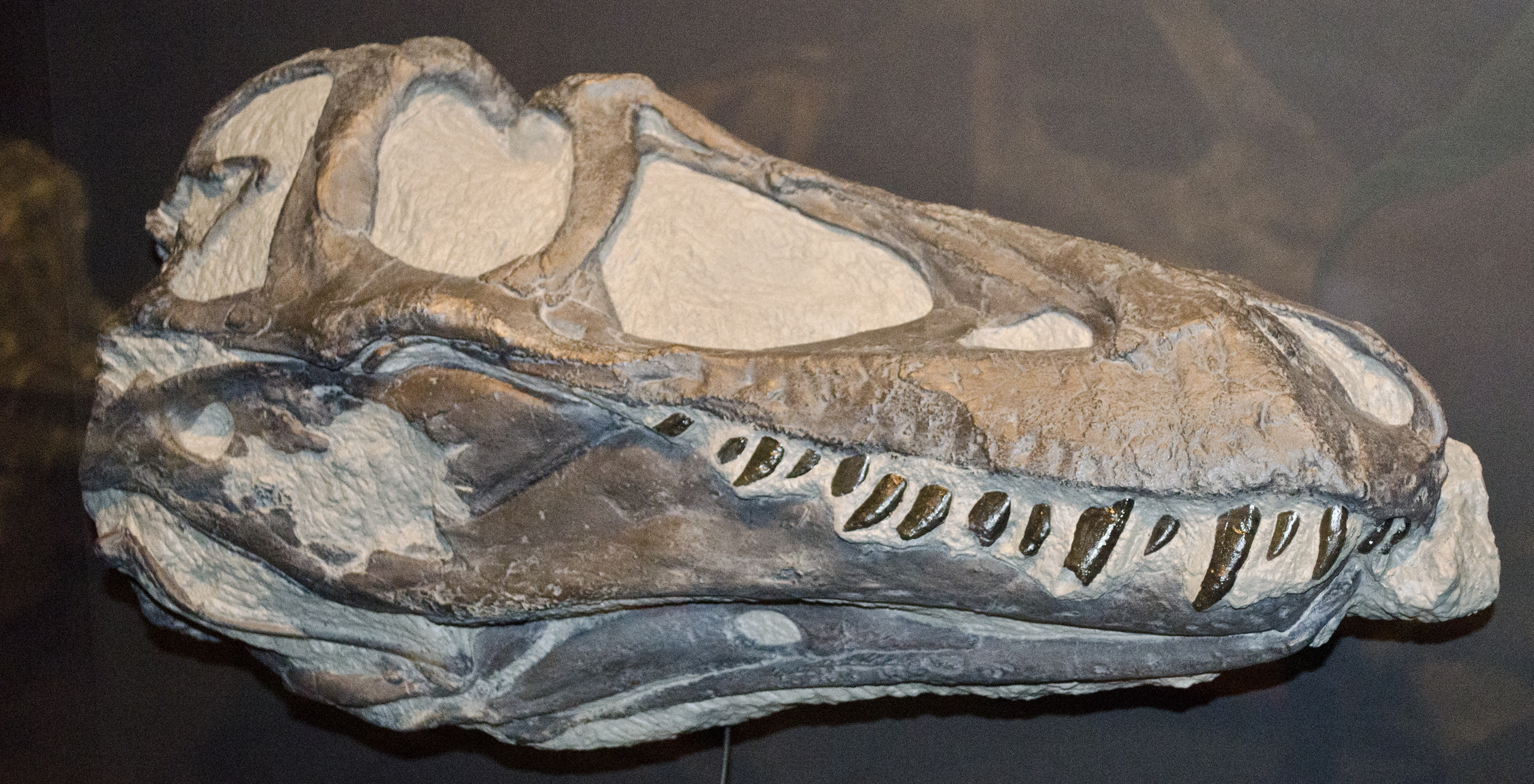
Cráneo de un ejemplar juvenil de Montana.

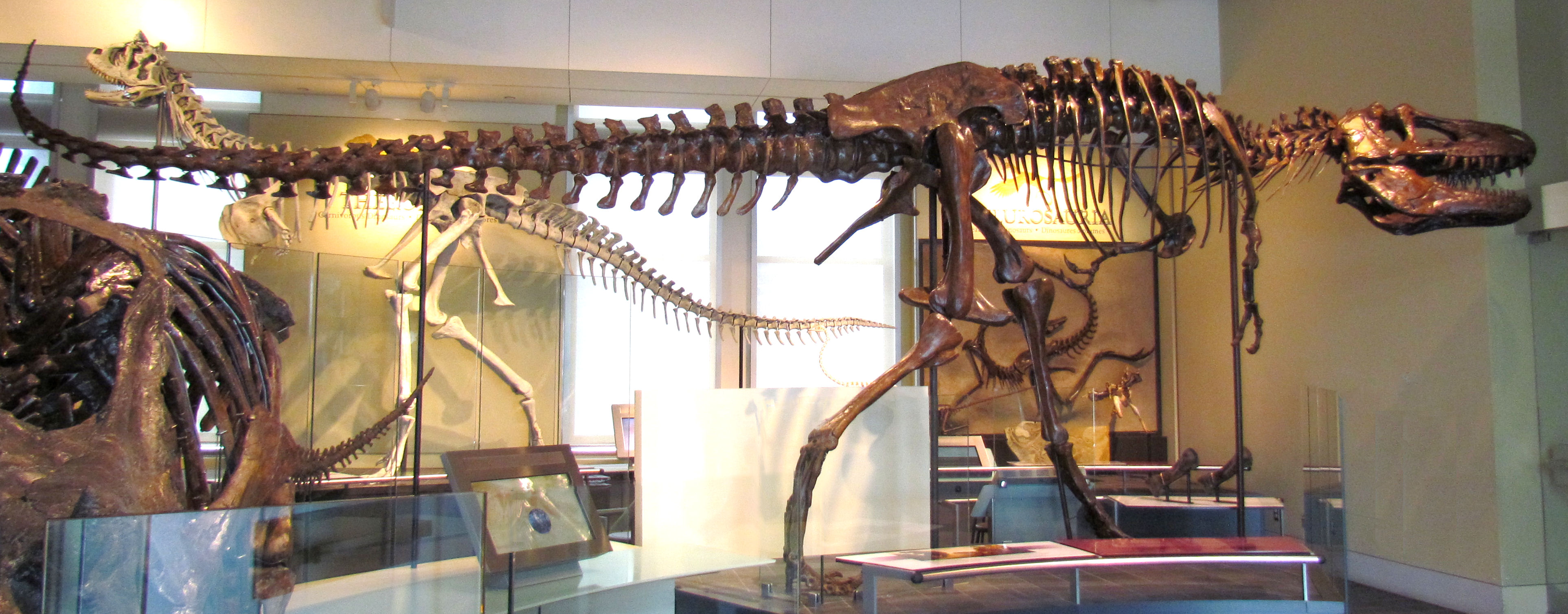
Modelo de un Daspletosaurus torosus subadulto expuesto en el Museo Canadiense de la Naturaleza, en Ottawa.

Un gráfico sobre la hipotética curva de crecimiento (masa corporal versus edad) de cuatro tiranosáuridos. Daspletosaurus es mostrado en verde. Basado en Erickson et al. 2004.

El paleontólogo Gregory Erickson y colegas han estudiado la curva del crecimiento y de vida de los tiranosáuridos. El análisis de la histología de los huesos puede determinar la edad de un espécimen en el momento de su muerte. Las tasas de crecimiento pueden ser examinadas cuando la edad de varios individuos se compara contra su tamaño en un gráfico. Erickson ha demostrado que después de un tiempo largo como jóvenes, los tiranosáuridos experimentaron enormes arranques de crecimiento por cerca de cuatro años a la mitad del camino de sus vidas. Después de la fase de crecimiento rápido terminara con la madurez sexual, el crecimiento retrasaba considerablemente en animales adultos. Erickson examinó solamente  Daspletosaurus de la Formación Parque del Dinosaurio, pero de estos especímenes muestran el mismo patrón. Comparado con los albertosaurinos, Daspletosaurus mostró una tasa de crecimiento más rápida durante el período del crecimiento rápido debido a su peso adulto más alto. La tasa de crecimiento máxima en Daspletosaurus era de 180 kilogramos por el año, basado en una estimación de un peso adulto de 1800 kilogramos. Otros autores han sugerido pesos adultos más altos para Daspletosaurus, esto cambiaría la magnitud de la tasa de crecimiento pero no del patrón total.
Por tabulación del número de especímenes de cada categoría de edad, Erickson y sus colegas pudieron extraer conclusiones sobre historia de vida en una población de Albertosaurus. Su análisis demostró que mientras que los jóvenes eran raros en el expediente del fósil, los subadultos en la fase de crecimiento rápido y los adultos eran más comunes. Mientras que esto podría ser debido a la preservación o a la polarización de la muestra, Erickson propuso que la diferencia era debido a la mortalidad baja entre jóvenes de cierto tamaño, que también se ve en algunos mamíferos grandes modernos como el elefante. Esta mortalidad baja pudo haber resultado de una carencia de la depredación, puesto que los tiranosáuridos sobrepasaron en tamaño a todos los depredadores contemporáneos a los dos años de vida. Los paleontólogos no han encontrado bastante Daspletosaurus para un análisis similar, pero Erickson observa que la misma tendencia general parece aplicarse.

## Paleoecología

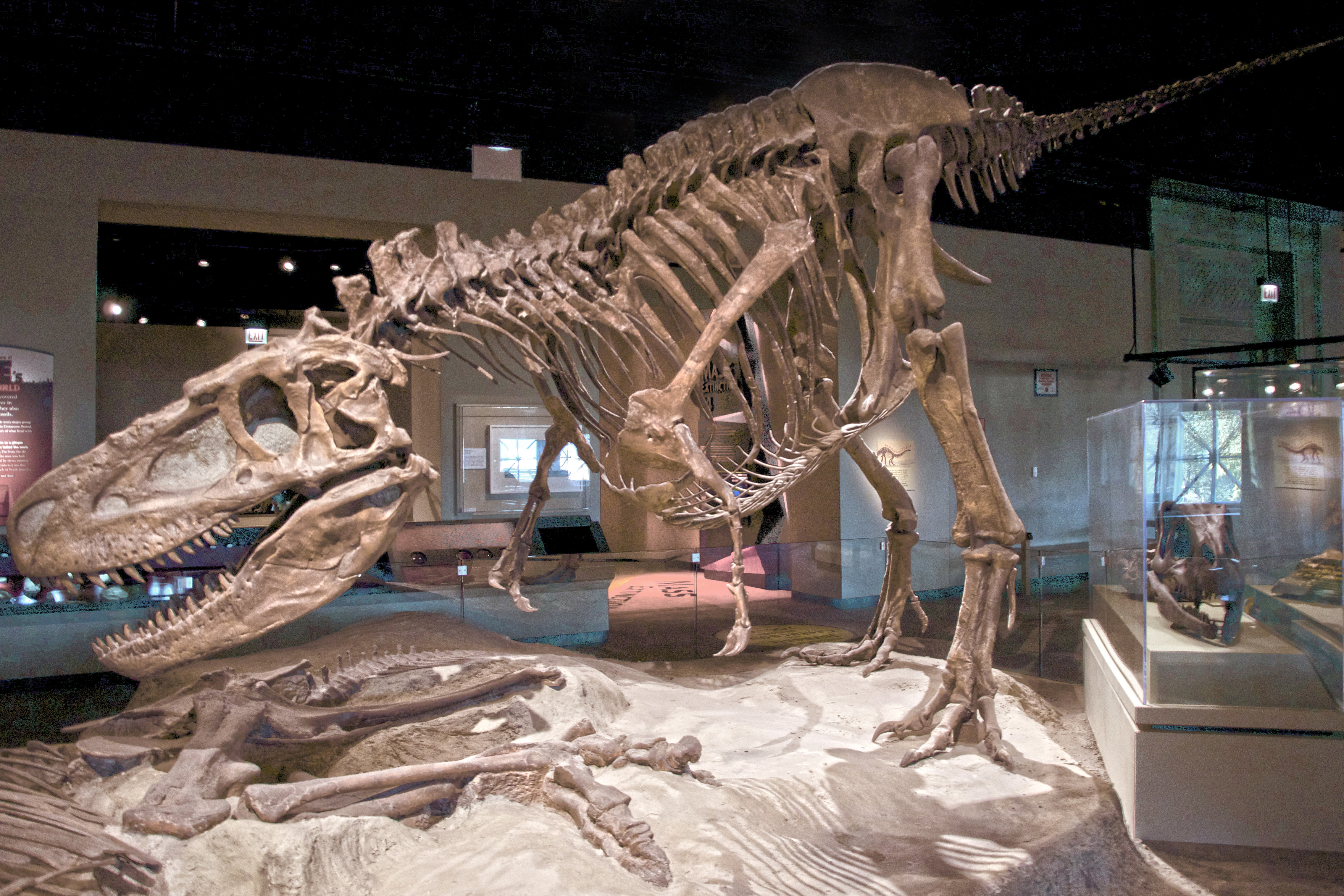
Montaje de un Daspletosaurus alimentándose de un hadrosáurido. Espécimen (FMNH PR308) descubierto en el Parque provincial de los Dinosaurios, exhibidos en el Museo Field de Chicago.

Todo los fósiles conocidos de Daspletosaurus se han encontrado en las formaciones que se fechan en el centro a la última etapa del Campaniano del Cretácico superior, entre hace 80 y 73 millones de años. Desde mediados del Cretácico, Norteamérica había sido dividida por la mitad por el Mar interior occidental, con mucho de Montana y Alberta debajo de la superficie. Sin embargo, el levantamiento de las Montañas Rocosas en la Orogenia Laramide al oeste, que comenzó durante la época del Daspletosaurus, forzó al mar a retirarse hacia el este y sur. Los ríos fluyeron de las montañas y drenaron en la vía marítima, llevando el sedimento junto con ellas que formaron la Formación Dos Medicinas, el Grupo Río Judith, y otro formaciones sedimentarias de la región. Hace cerca de 73 millones de años, la vía marítima comenzó a avanzar hacia el oeste y hacia el norte otra vez, y la región entera fue cubierta por el mar de Bearpaw, representado en los Estados Unidos y el Canadá occidentales por la masiva pizarra de Bearpaw.
Daspletosaurus vivió en una llanura aluvional extensa a lo largo de la orilla occidental de la Vía marítima interior. Los grandes ríos regaron la tierra, inundando y cubriendo de vez en cuando la región con nuevo sedimento. Como el agua era abundante, la región podría soportar mucha vida vegetal y animal, pero las sequías periódicas también golpeaban la región, dando por resultado una mortalidad total según lo preservado en los muchos lechos de huesos encontrados en Dos Medicinas y sedimentos del río Judith, incluyendo el lecho de huesos del Daspletosaurus. Similares condiciones existen hoy en el este de África.

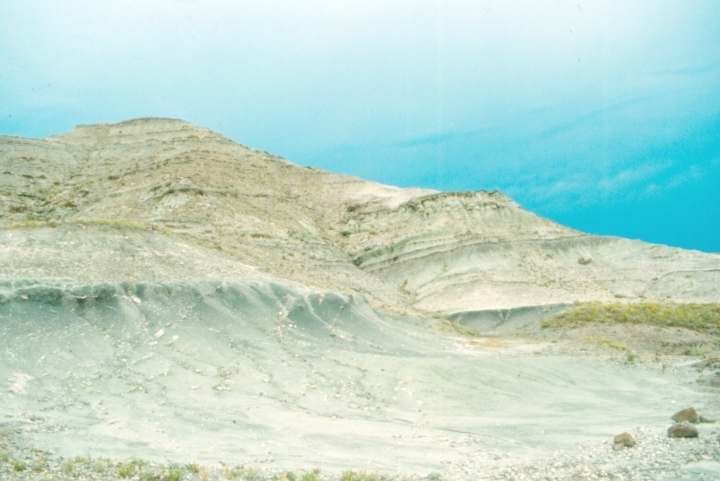
La exposición de los estratos la Formación dos Medicinas cerca de la "Montaña del Huevo" en el norte de Montana, lugar donde vivió Daspletosaurus.

Erupciones volcánicas en el oeste cubrían periódicamente la región con ceniza, también dando por resultado mortalidad en grande número, mientras que simultáneamente enriquecía el suelo para el crecimiento vegetal futuro. Son estos lechos de ceniza los que permiten la exacta datación radiométrica. Los niveles del mar que fluctuaban también dieron lugar a una variedad de otros ambientes en diversos momentos y a lugares dentro del Grupo Río Judith, incluyendo costa afuera y de los hábitat marinos costeros, humedales costeros, deltas y lagunas, además de los terrenos de aluvión interiores. La Formación de Dos Medicinas fue depositada en tierra más altas y más lejos del mar que las otras dos formaciones.

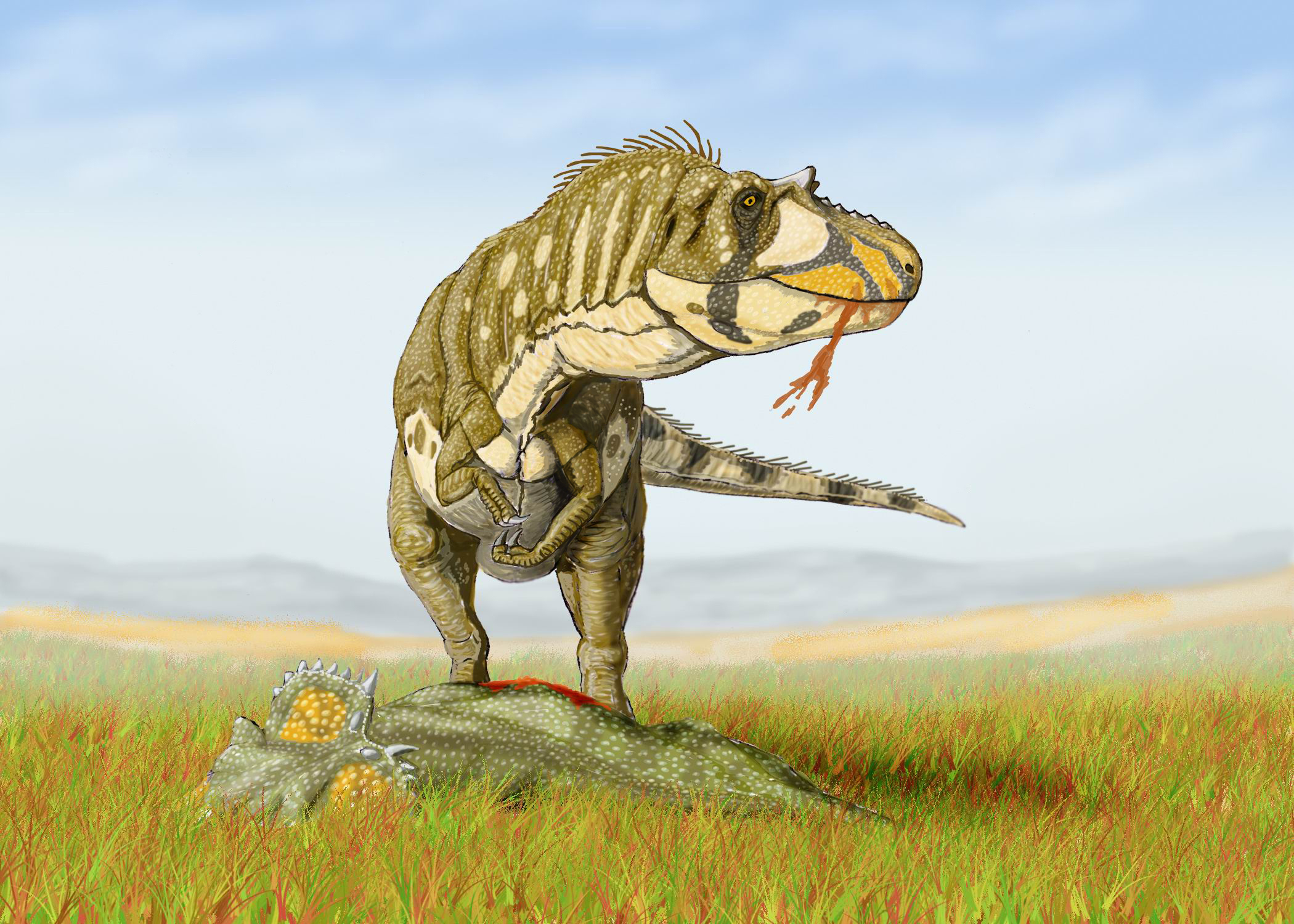
Un Daspletosaurus cazando a un Ceratopsiano.

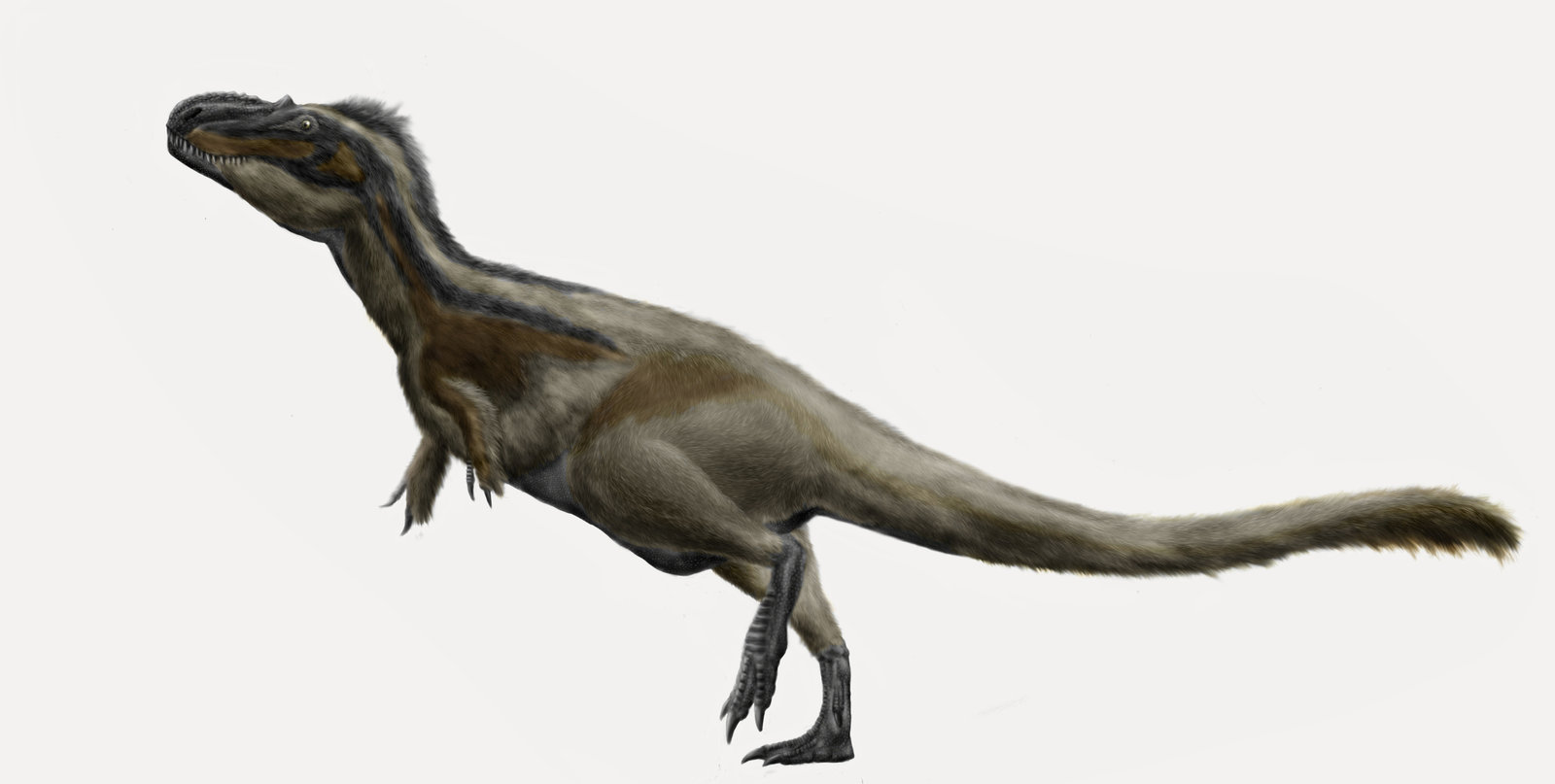
Un Daspletosaurus torosus olfateando para reconocer su entorno.

El excelente expediente fósil de vertebrados de Dos Medicinas y de las rocas del río Judith resultó de una combinación de vida animal abundante, de desastres naturales periódicos, y de la deposición de granes cantidades de sedimento. Muchos tipos de peces de agua dulce y de estuarios se han encontrado, incluyendo tiburónes, rayas, esturiones, Lepisosteus y otros. El grupo del río de Judith preserva los restos de muchos anfibios acuático y reptiles, incluyendo ranas, salamandras, tortugas, Champsosaurus y cocodrilos. Lagartos terrestres, incluyendo teíidos, escíncidos, varánidos y lagartos de cristal también se han descubierto. Grandes pterosaurios Azhdarchidae, y neornithes como Apatornis seelevaban sobre el paisaje, mientras que Enantiornithes como Avisaurus y varias variedades de mamíferos multituberculados, marsupiales y placentarios se escurrían debajo de los pies de Daspletosaurus y otros dinosaurios.
En la Formación Oldman, Daspletosaurus torosus habría podido cazar hadrosáuridos como Brachylophosaurus y Hypacrosaurus, pequeño ornitópodos como Orodromeus, los ceratopsianos como Centrosaurus, paquicefalosaurianoo, ornitomímidos, tericinosáuridos y posiblemente anquilosáuridos. Otros depredadores incluyen troodóntidos, oviraptorosaurianos, dromeosáurido como Saurornitholestes y posiblemente un albertosaurino (de género actualmente desconocido). En el Parque de los Dinosaurios y en Dos Medicinas se encuentran faunas comparable a Oldman, con el Parque de los Dinosaurios particularmente preservando un conjunto incomparable de dinosaurios. El albertosaurino Gorgosaurus vivió junto con el Daspletosaurus en las zonas de Parque de Dinosaurio y Dos Medicinas. Los tiranosáuridos jóvenes pudieron haber llenado los nichos ecológicos entre los adultos y los otros terópodos, entre los cuales había una gran diferencia de masa.